# Харківський Євромайдан

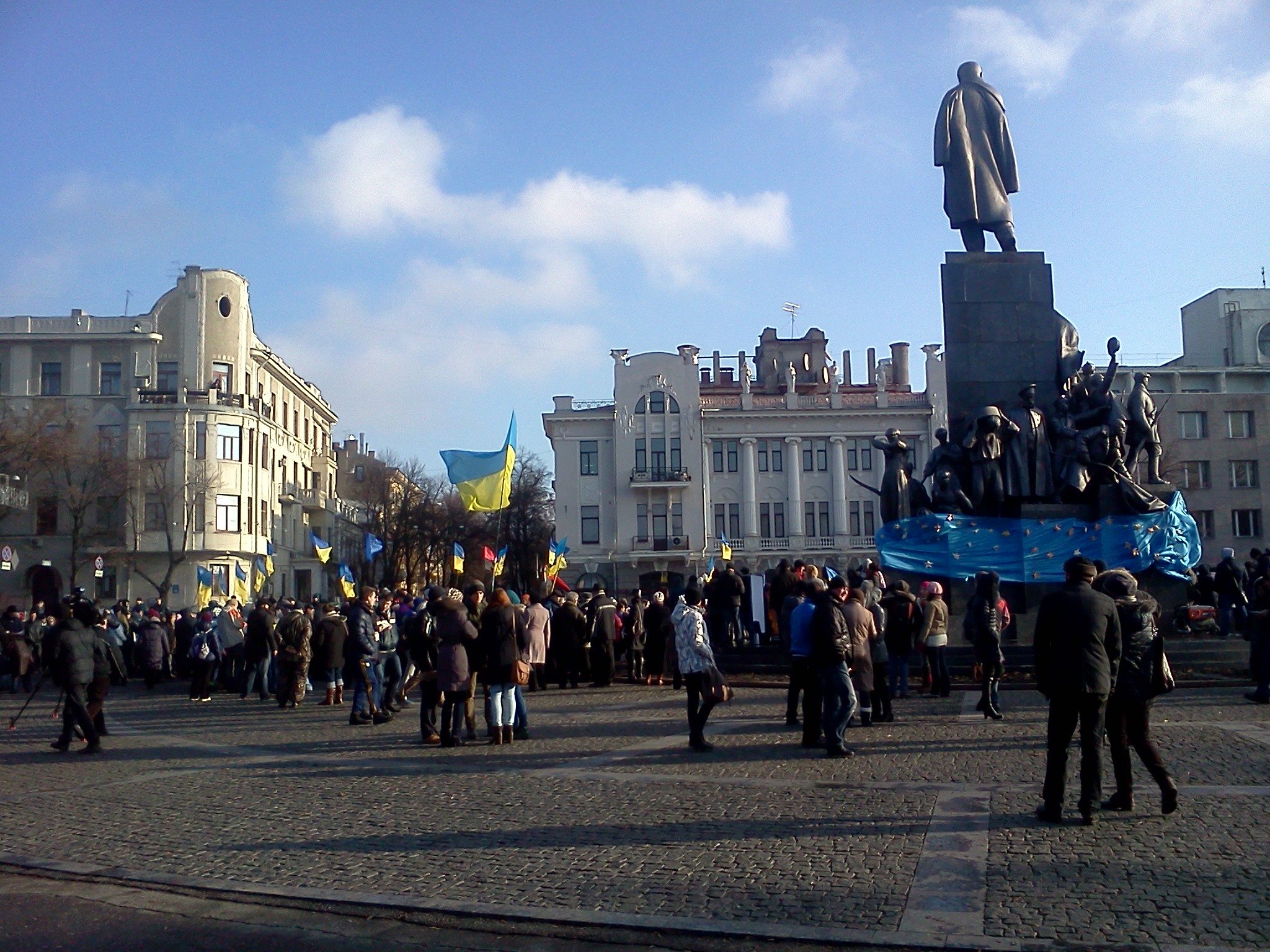
Пам'ятник Тарасові Шевченку — традиційне місце зборів харківського Євромайдану.

Харківський Євромайдан вважається одним із найбільших у східній Україні. Мітинги у Харкові проходили щовечора у неробочий час. З березня 2014 майдан збирається кожної неділі, також проходять зустрічі присвячені певним подіям — річниця Шевченка, вторгнення російської армії на територію України тощо. Регулярно, протягом грудня 2013 та січня 2014 кожної ночі з четверга на п'ятницю вчинялись напади на майно активістів-євромайданівців.

## Початок проєвропейських протестів
- 19 листопада — на майдані Свободи відбувся мітинг на підтримку євроінтеграції. Участь брали представники громадськості та деяких політичних партій. На акції було понад 100 активістів[6].
- 21 листопада — біля опівночі — після того, як стало відомо про призупинення підготовки до підписання Асоціації — на Площі Свободи навпроти будівлі Харківської обласної ради зібралося 12—15 активістів. Вони стояли із прапорами Євросоюзу та України до ранку.

|  |
|  |

- 22 листопада — у другій половині дня активні громадяни зібралися знову. Біля 15-ї години на харківському Євромайдані вже стояло понад 50 осіб[7].
- 24 листопада — біля пам'ятника Тарасові Шевченку в Харкові зібралось від 1000[8] до 2000[9] харків'ян різного віку, які виступають проти призупинення підписання асоціації ЄС та України. На мітингу можна було побачити людей з прапорами Європейського союзу, України, Франції, Британії, Ірландії, Польщі та інших країн.

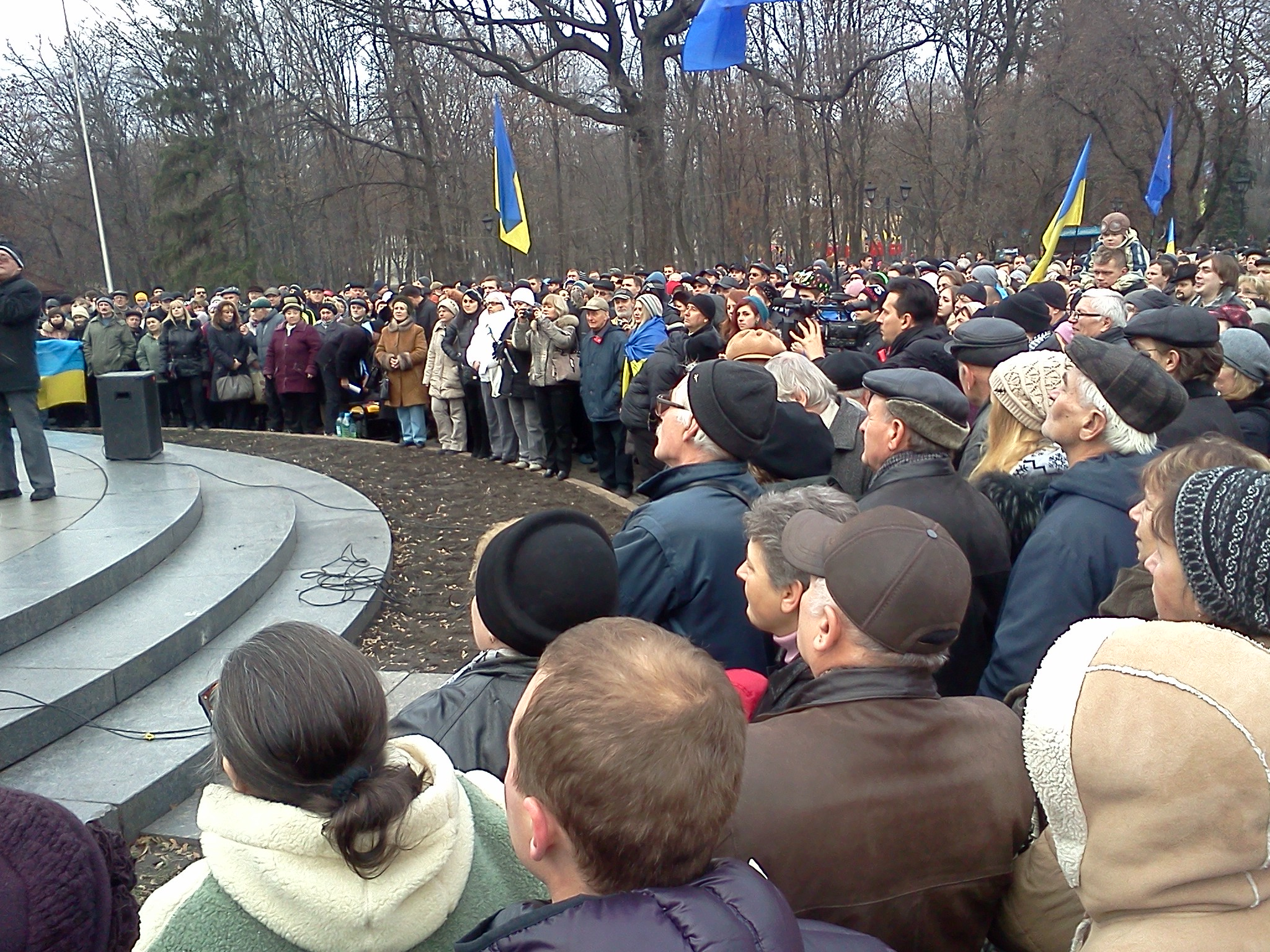
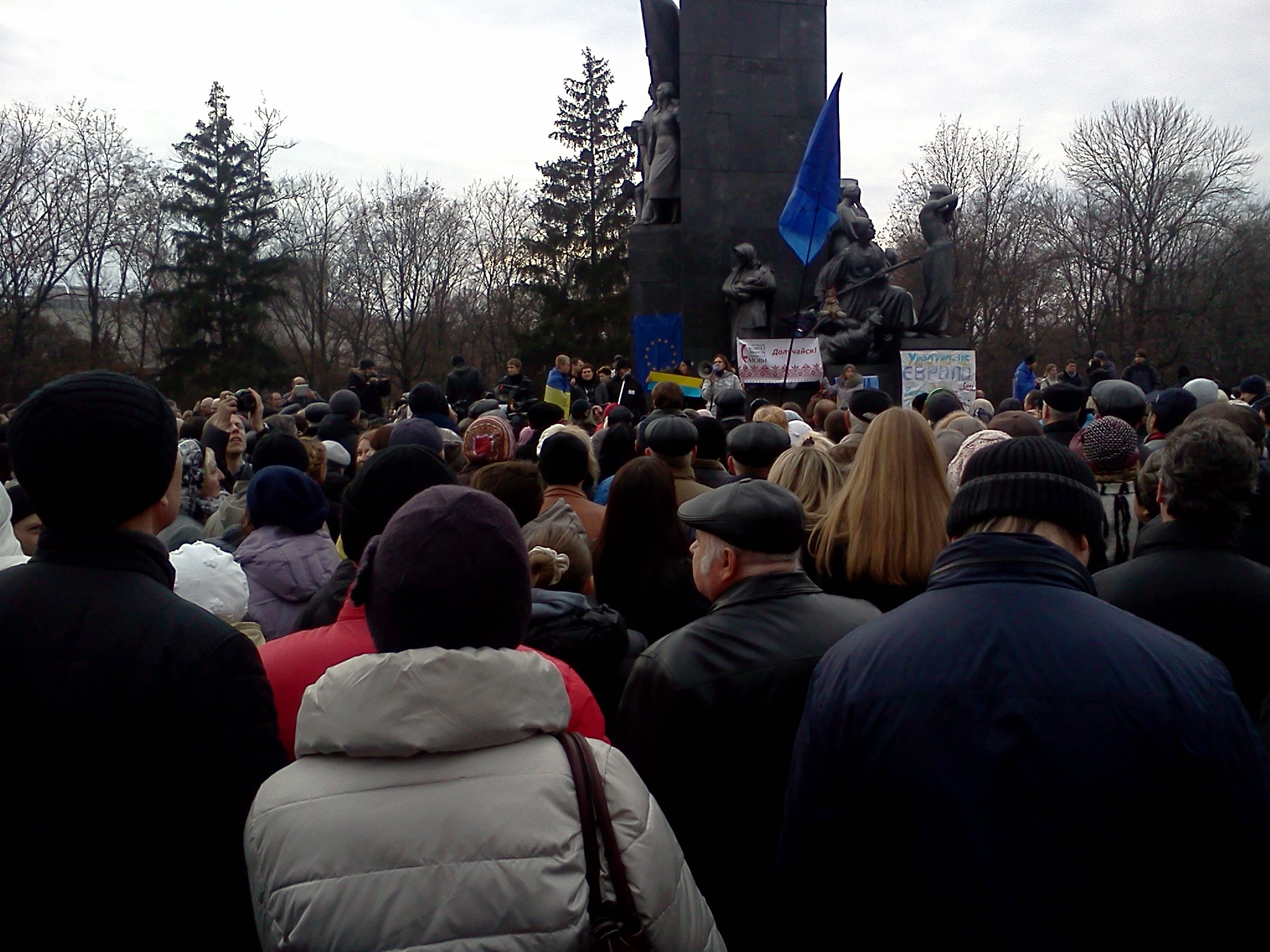
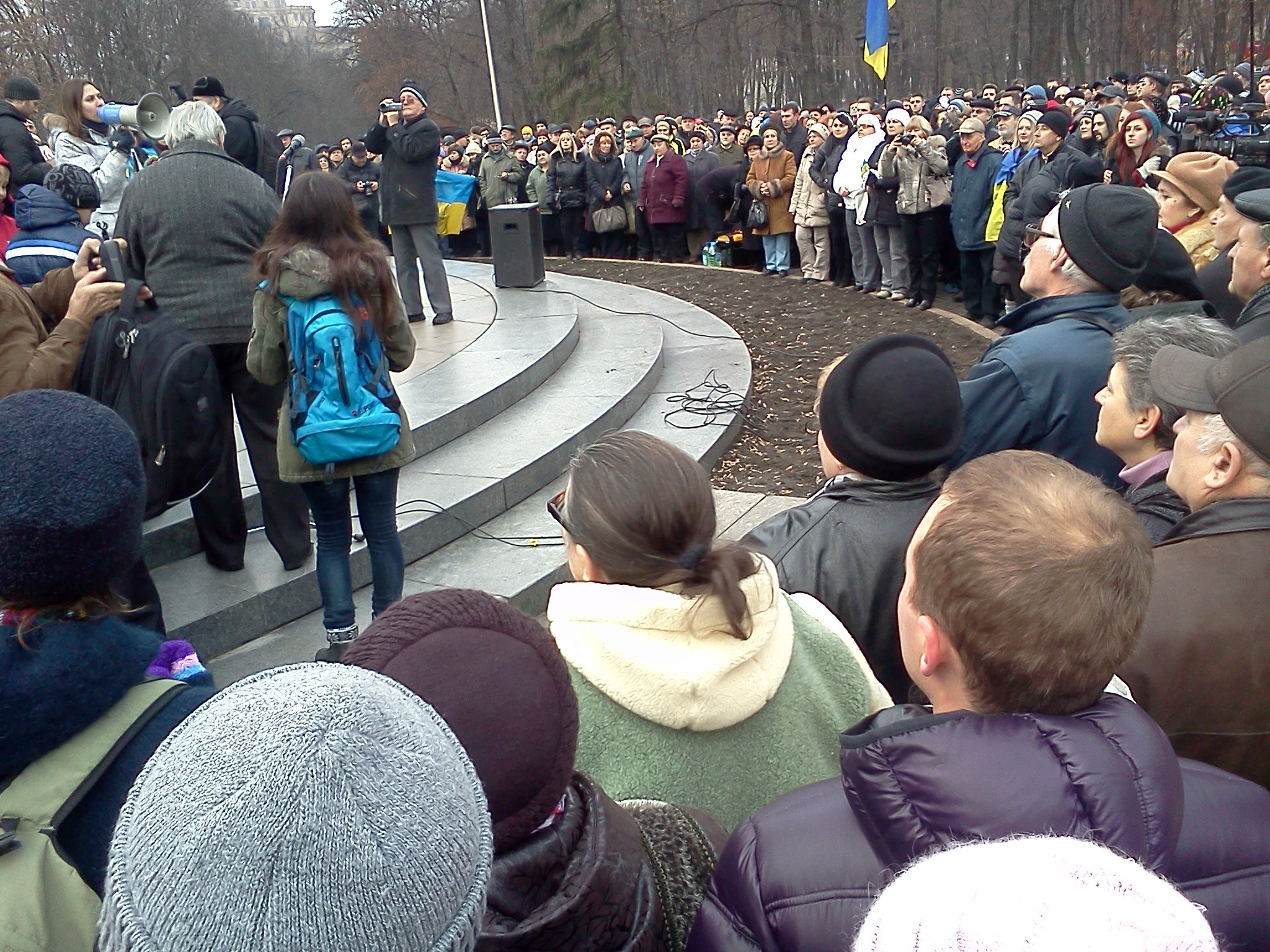
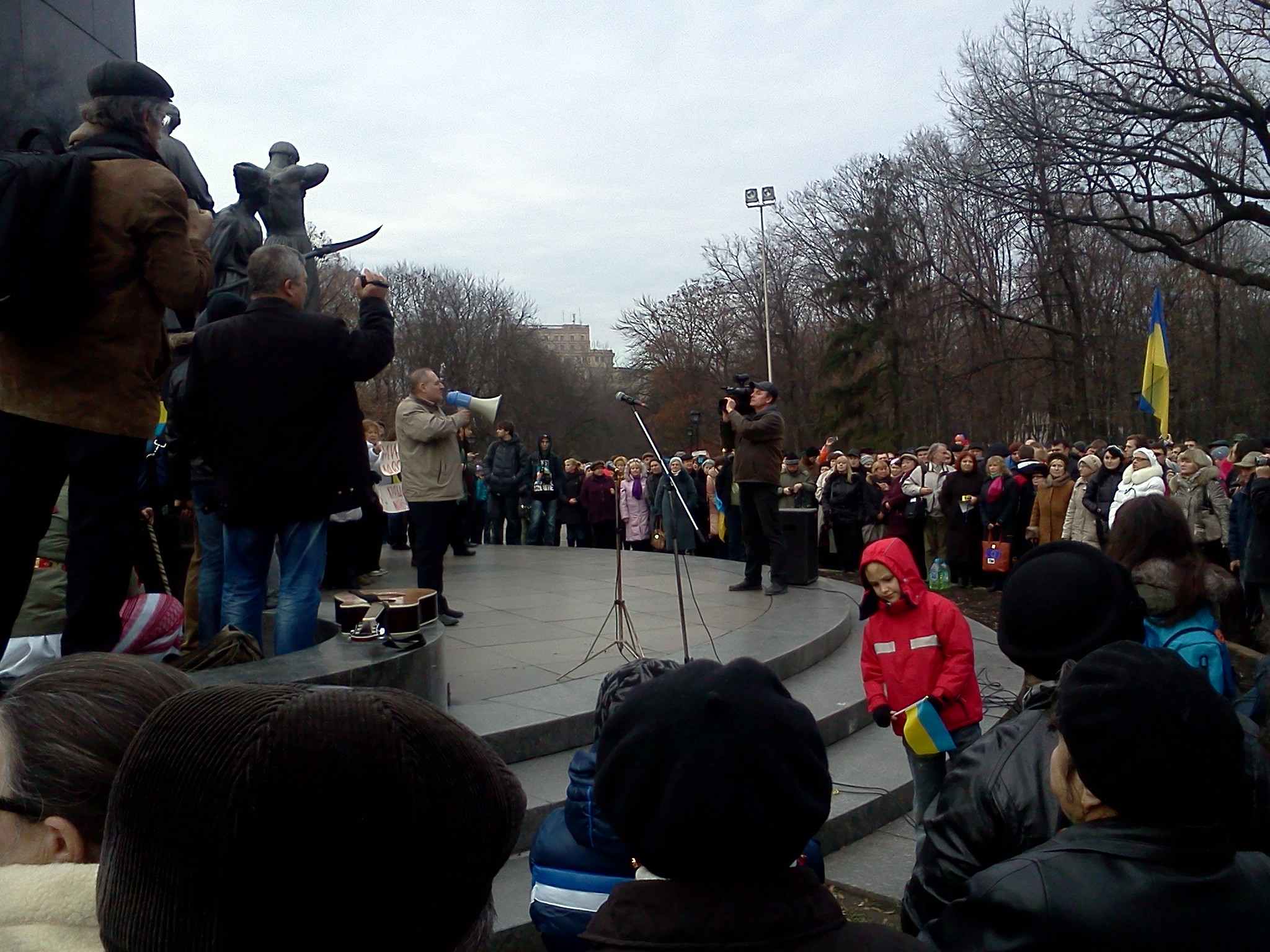

## «Карантинний» тиждень
- 25 листопада — вранці стало відомо, що «в зв'язку зі збільшенням рівня захворюваності на ГРВЗ» розпорядженням Харківського міського голови Геннадія Кернеса № 76/1 від 22.11.2013 було заборонено проведення масових заходів на території міста Харкова. Розпорядження з'явилось на офіційному сайті міста заднім числом.[10] Ввечері того ж дня у Харкові на площі Свободи пройшов наступний мітинг на підтримку асоціації з ЄС, що налічував близько 250[11] осіб, деякі з яких символічно були у медичних масках. Міліція повідомила, що не вбачає у цьому зібранні ознак масового заходу.
- 26 листопада — на площу Свободи вийшло, за підрахунками організаторів акції, 200 осіб. Активісти розповсюджували листівки та стрічки з символікою ЄС[12].
- 27 листопада — прихильники європейської інтеграції України провели імпровізовану акцію, яка зібрала, за словами організаторів, кілька сотень ентузіастів. Ввечері люди вишукувалися на площі Свободи, утворивши літери EU, а потім підняли вгору запальнички, ліхтарики, ввімкнені мобільні телефони.[13] Попри те, що у харківських вишах навчається понад 230 тисяч студентів, серед учасників Євромайдану у Харкові, на відміну від інших міст країни, молодь у меншості. Молодь харківських вишів у своїй більшості проігнорувала всеукраїнський страйк студентів. 27 листопада на страйк біля Харківського національного університету імені Каразіна вийшло лише кілька десятків студентів.[14] Інтернет-газета «Главное» з посиланням на власні джерела повідомила, що студентів харківських ВУЗів мобілізують для відправки до Києва для участі в масових акціях на підтримку курсу Президента України Віктора Януковича. Так від педагогічного університету імені Сковороди вимагають по 10 осіб з факультету.[15]
- 28 листопада — на Євромайдані пройшло Народне віче. На площі Свободи зібралося понад 200 осіб (за іншою версією — 2000[16]) з прапорами України та Євросоюзу. Партійна символіка була відсутня. Учасники акції розгорнули два великих банера — з написами «Харків'яни вимагають Угоди з ЄС. Угода з Європою — шлях до майбутнього» і «Обіцяв: „Почую кожного“. А чуєш лише себе», а також плакати «Харків обирає ЄС» і «Увага! На дорозі до ЄС ДТП. Хто за кермом?»[17]
- 29 листопада — Харківський міський голова Геннадій Кернес скасував заборону на проведення масових заходів.[18] На площі Свободи почали зводити велику сцену для провладного мітингу. Ввечері в черговий раз на площі Свободи відбувся Євромайдан, на який прийшло від 150 до 500 осіб. Організатори вирішили продовжити акції і після саміту.[19]

## Антимайдан та акції протесту на тлі силових дій у Києві
- 30 листопада — відбувся 70-тисячний[20] (за іншою версією 40-тисячний)[21] Антимайдан на підтримку дій Президента України Віктора Януковича. У мітингу брали участь заводські колективи та університетська спільнота.[22][23] Народний депутат від ВО «Свободи» Ігор Швайка назвав мітинг цинічним фарсом на тлі нічного розгону Євромайдану у Києві.[24] Ввечері приблизно 250 активістів харківського Євромайдану провели на Площі Свободи творчу акцію «Українські сліди Європи».[25] Також вранці цього дня у власному офісі було побито активістку харківського Євромайдану, президента фонду місцевої демократії Ольгу Мірошник[5]
- 1 грудня — на Євромайдан біля пам'ятника Тарасові Григоровичу Шевченку в Харкові на знак солідарності з постраждалими під час розгону акції в Києві вийшло 5 тисяч осіб.[26] Мітингувальники вимагали імпічменту Президента Віктора Януковича, розпуску Кабміну і перевиборів Верховної Ради. Крім того, вони закликали всі громадські та політичні сили зробити все можливе для подолання політичної кризи ненасильницьким шляхом, а також забезпечення національних інтересів України і відновлення євроінтеграційного процесу. Також учасники акції закликали НАТО з проханням попередити Росію щодо невтручання у справи України.[27] Після голосування за резолюцію мітинг перемістився на площу Свободи.[28] Був створений Комітет протидії диктатурі.[29]

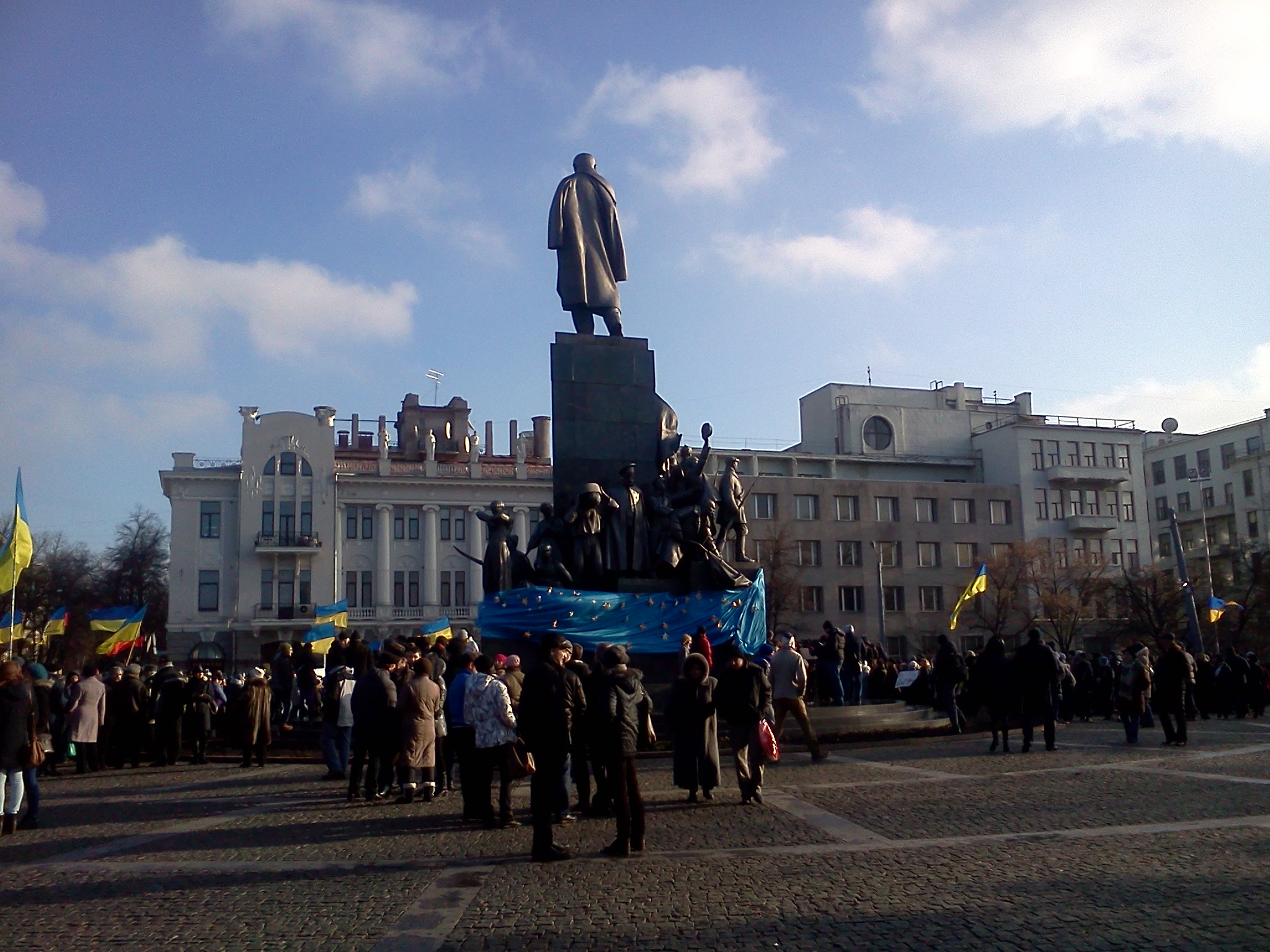
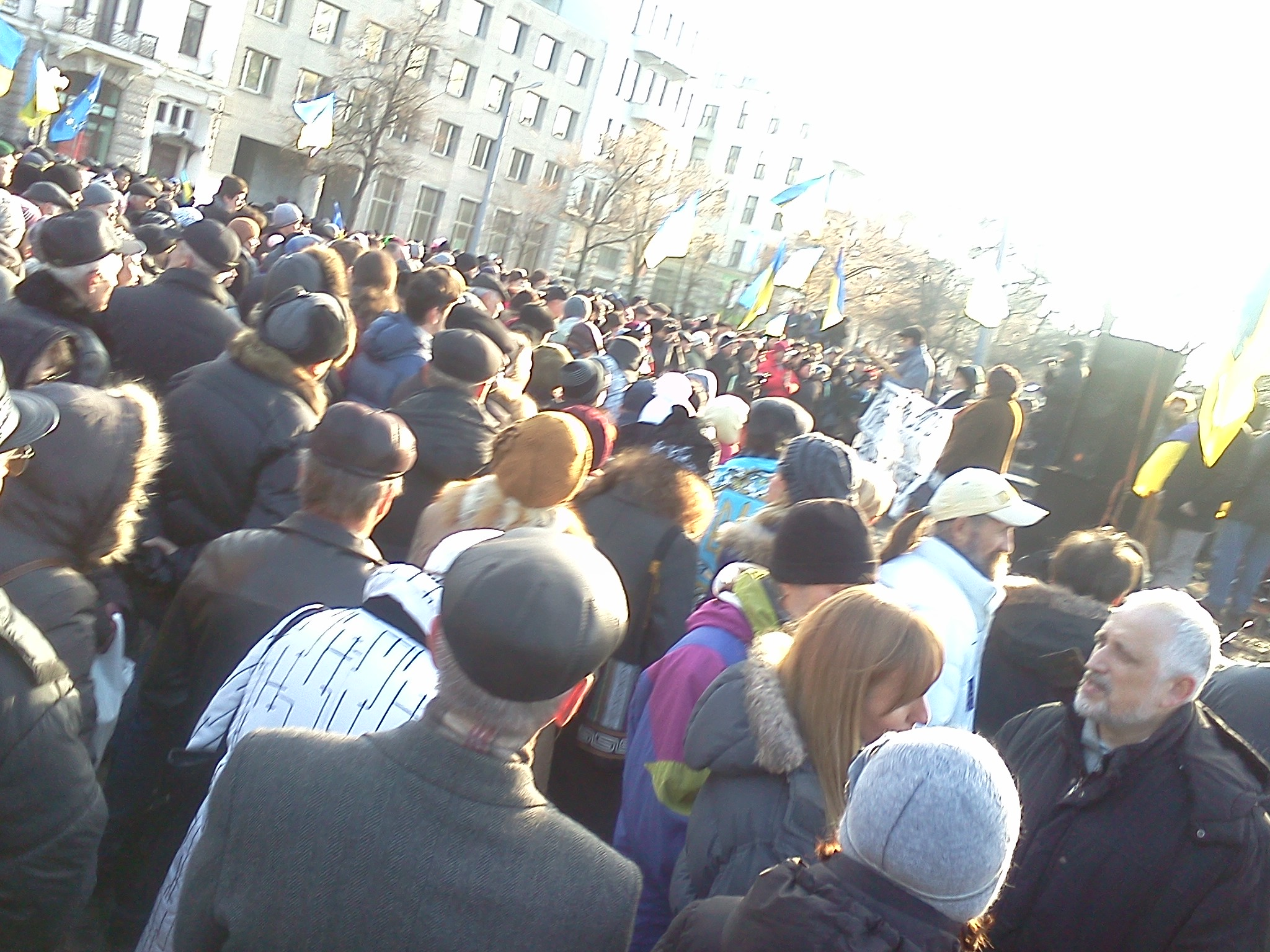
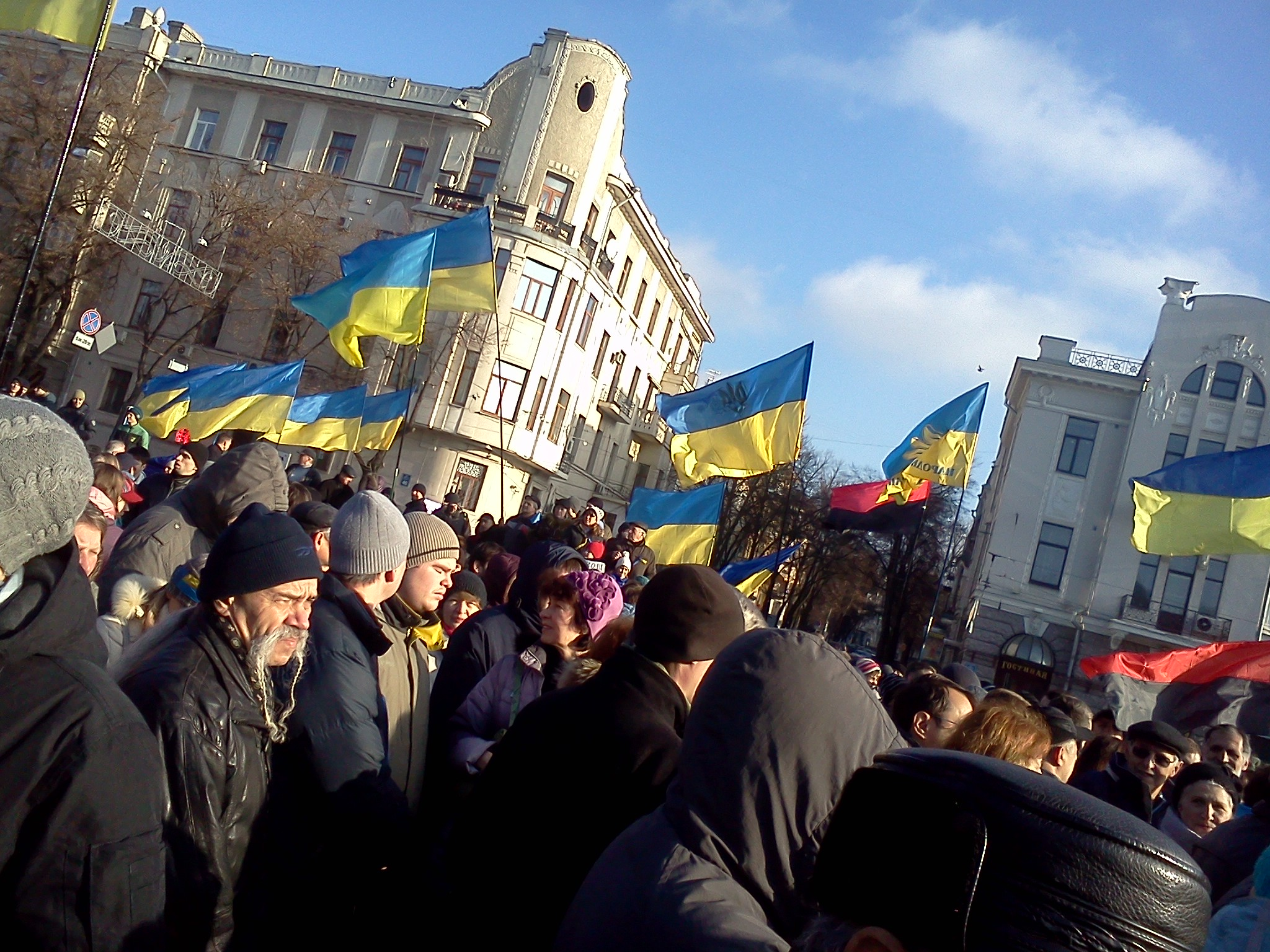
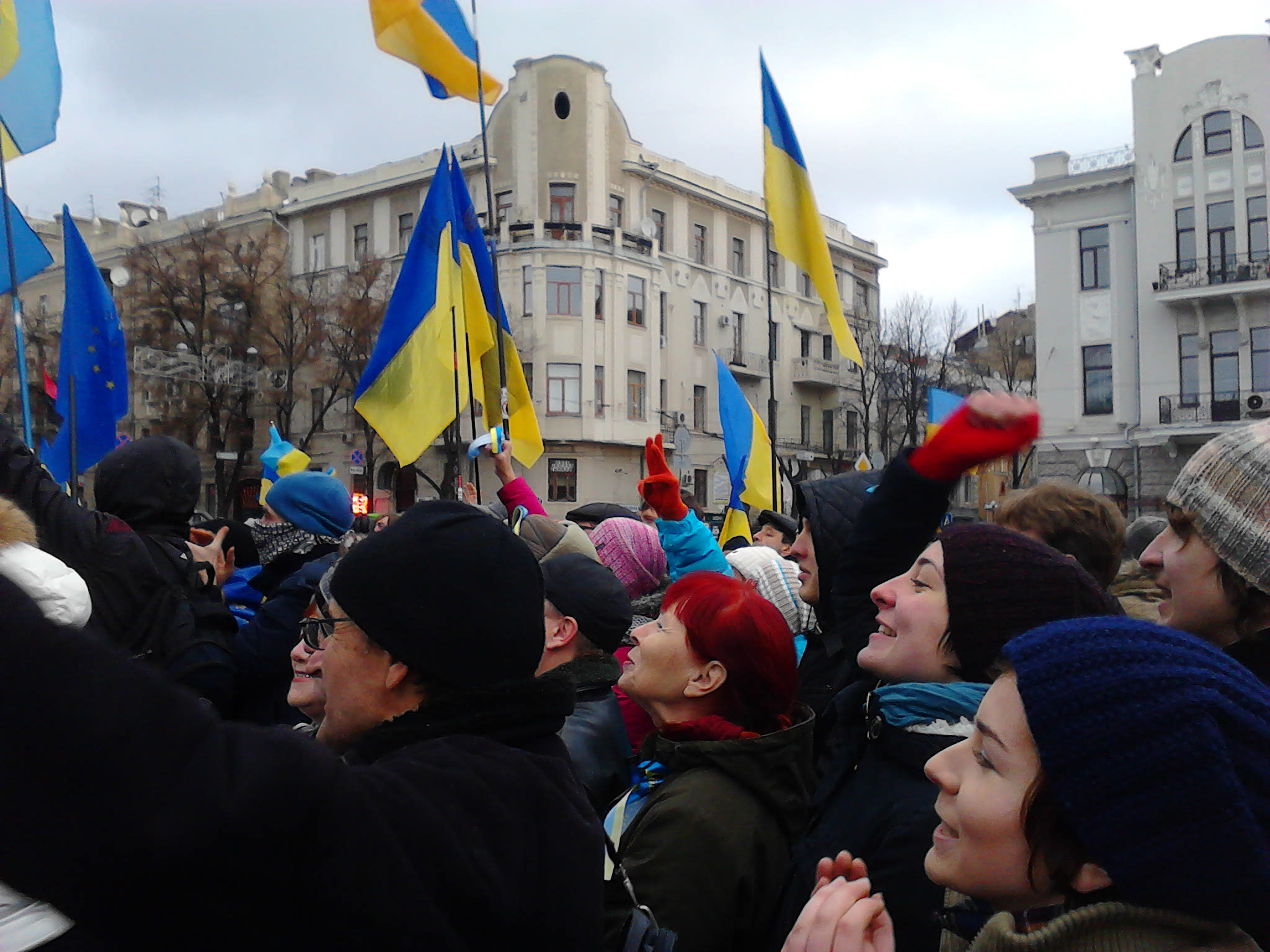
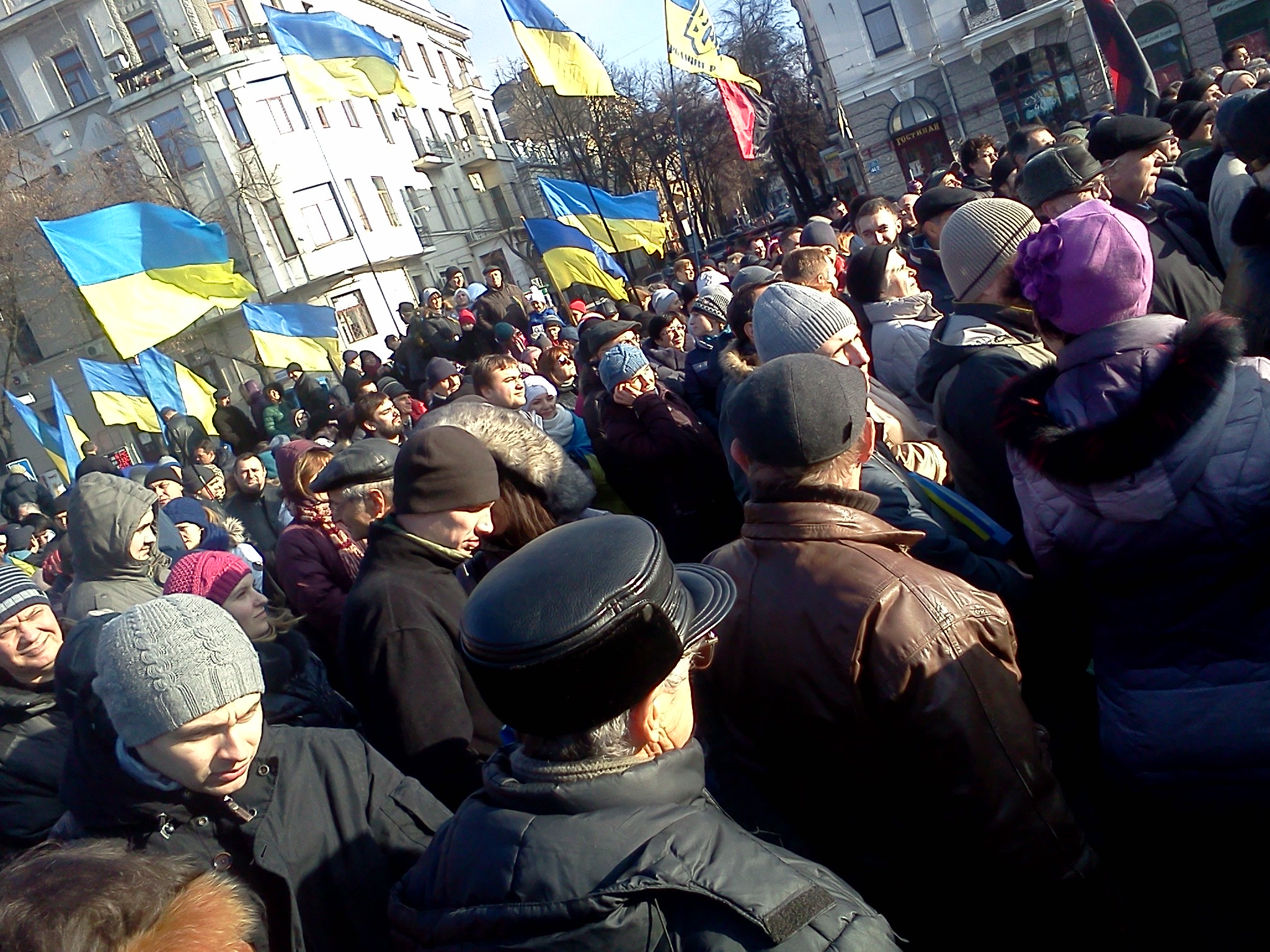
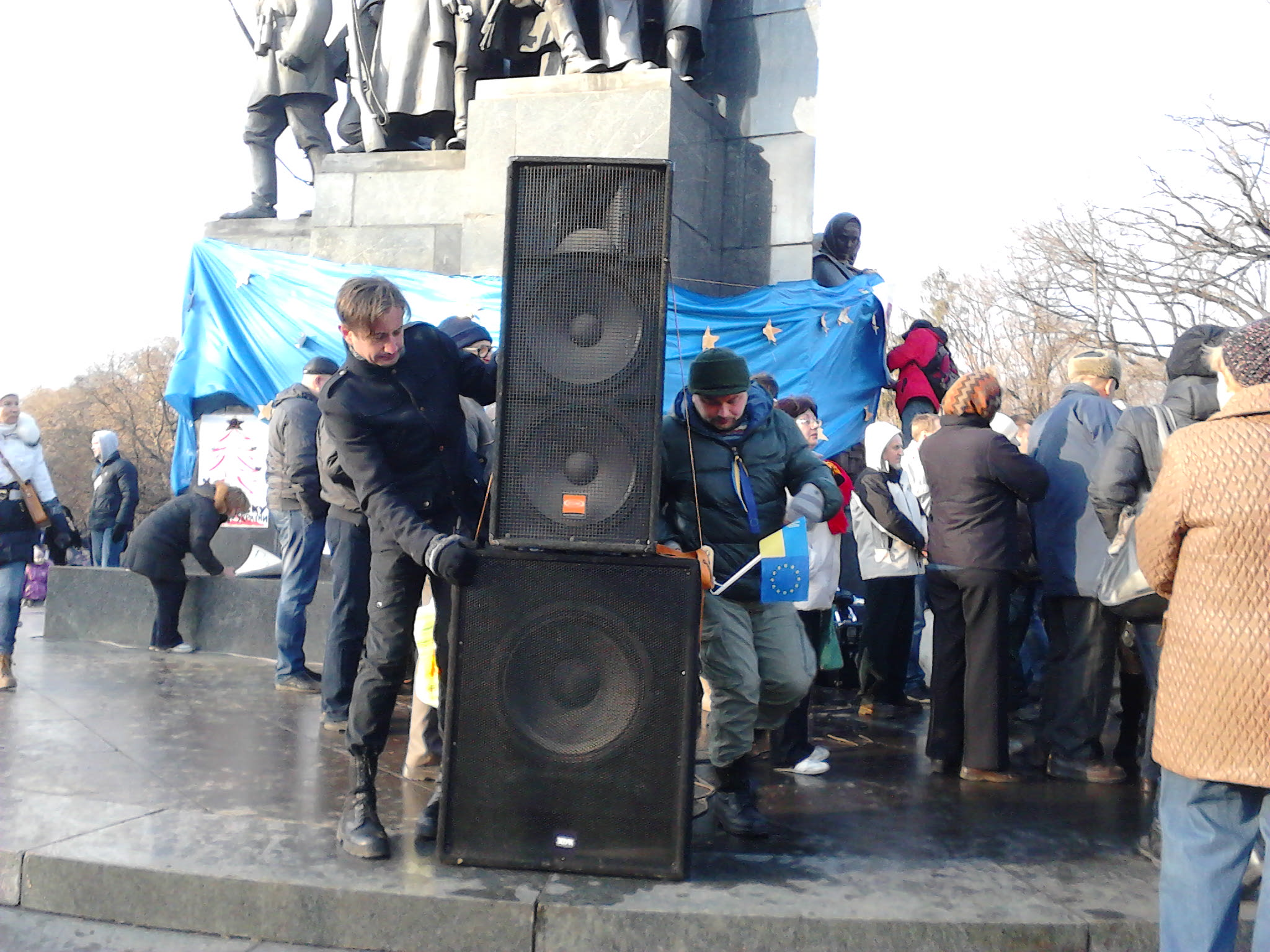

## Перші напади у Харкові, продовження щоденних мітингів
- 2 грудня — у Харкові невідомі у масках закидали петардами групу активістів, які пікетували сесію Харківської обласної ради. Постраждалих немає. Кількох нападників міліції вдалося затримати.[30] Також вночі задля монтажу новорічної ялинки була огороджена головна площа міста — Свободи.[31]
- 3 грудня — мер Харкова Геннадій Кернес в ефірі каналу «1+1» заявив, що в Харкові немає Євромайдану.[32] Під пам'ятником Шевченку в черговий раз зібрався харківський Євромайдан.[33] Також цього дня в Харкові народного депутата Інну Богословську облили зеленкою. Народний депутат підозрює в причетності до інциденту Геннадія Кернеса. З літа 2012 року у Харкові невідомі щонайменше шість разів обливали зеленкою опозиційних політиків.[34]
- 4 грудня — на харківському Євромайдані було влаштовано рок-концерт «Рок за Зміни». Перед харків'янами виступили Сергій Жадан, гурти «Собаки в Космосі», «П@П@ Карло», «Banderas Blues Band», «Urbanistan». Це був перший рок-концерт в Харкові біля пам'ятника Шевченку. Під час концерту один з активістів київського Євромайдану передав харків'янам у подарунок національний прапор України з написом «Студентам Харкова від студентів Києва: приєднуйтеся!». Деякі учасники Євромайдану мали на голові білі пов'язки з написом «Уряд у відставку».[35]
- 5 грудня — восьмеро невідомих, вдягнені у спортивний одяг, силоміць відібрали орендований оргкомітетом харківського Євромайдану генератор. Це сталося близько 20.30 біля приміщення, куди активісти привезли апаратуру по завершенню щоденної акції біля пам'ятника Тарасові Шевченку. Грабіжники завантажили генератор у «Газель» із номерами, заляпаними брудом, і поїхали. На місце терміново викликали міліцію, але наряд з'явився тільки через 45 хв.[36]

## Період без інцидентів (6—11 грудня)
- 6 грудня — відбувся черговий вечірній мітинг;
- 7 грудня — біля пам'ятника Шевченку в центрі Харкова відбувся музично-театральний перфоманс «Свобода. Рівність. Братерство», організований на підтримку євроінтеграції. Участь брали актори Центру сучасного мистецтва «ДАХ» і групи харківських музикантів. Читалися вірші Тараса Шевченка і сучасних авторів про любов до Батьківщини, повагу до демократичних цінностей, співали народні наспіви та «Марсельєзу».[37] Увечері виступили харківський бард Микола Воловик та співачка Люцина Хворост, читала свої вірші на підтримку Євромайдану поетеса Лариса Вировець. На площі Свободи стартував автопробіг: приблизно 50 автомобілів виїхали з Харкова до столиці для участі в Народному віче.[38]. Також на Харківщині цього дня, попри заборони судів, євромайдани відбулися у Ізюмі, Краснограді, Барвінковому.[39]

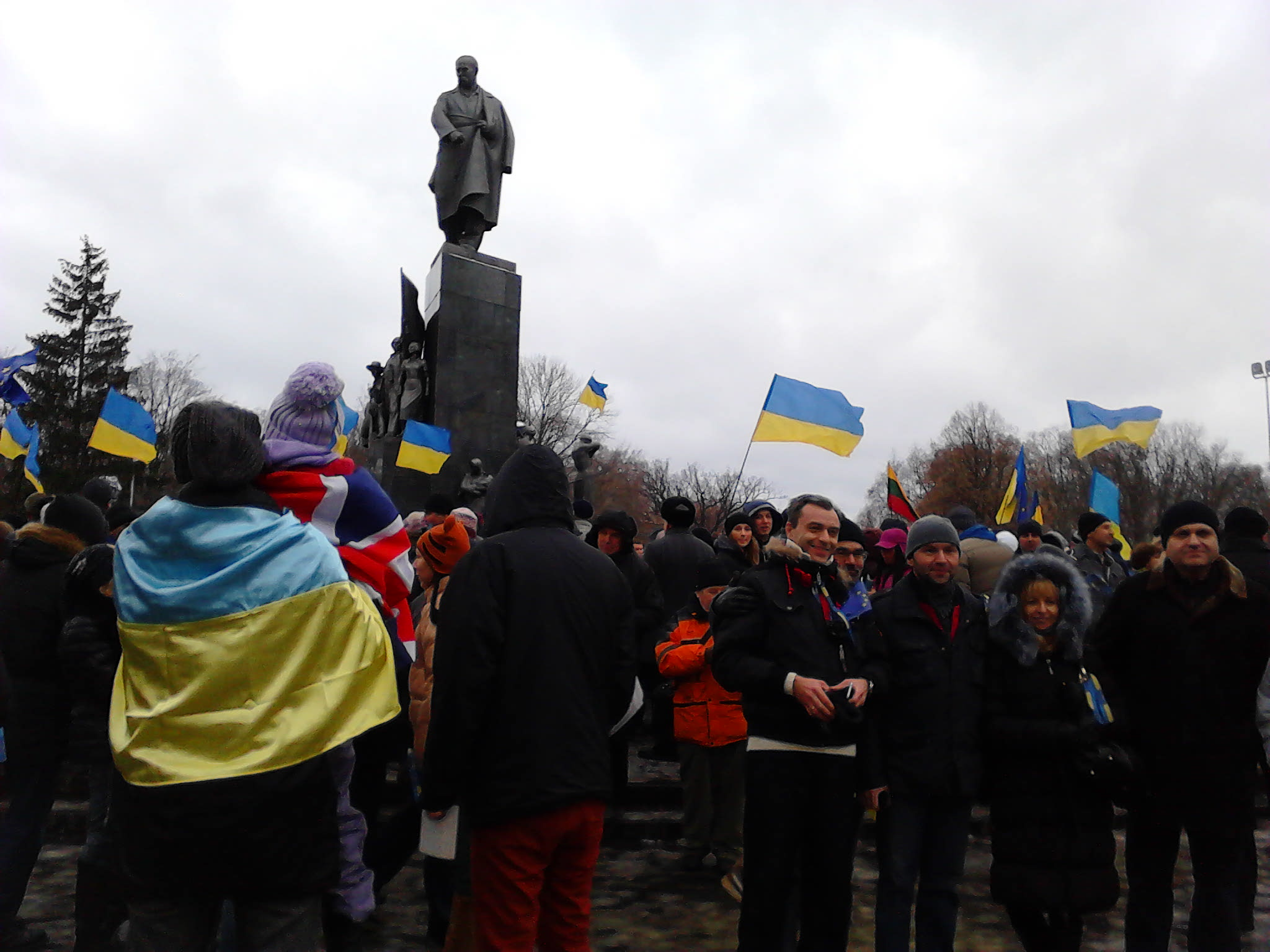
Євромайдан 8 грудня 2013 р.

- 8 грудня — у Харкові біля пам'ятника Тарасові Шевченку відбувся черговий рок-концерт «Лівобережний Рок» на підтримку київського Євромайдану, в якому взяли участь Сергій Жадан і «Собаки в Космосі» та П@П@ Карло(Харків), «Транс-Формер» (Полтава), «ДК Dance» (Суми), Вертеп (Дніпропетровськ), «Stone Band», (Донецьк), російська рок-виконавиця Умка тощо. Свою підтримку Євромайдану висловив російський письменник Олексій Радов. Присутні ухвалили чергову резолюцію з вимогою відновити євроінтеграційний процес, покарати винних у побитті мирних громадян 30 листопада та 1 грудня, порушити кримінальну справу проти міністра внутрішніх справ, звільнити всіх політв'язнів, відправити у відставку уряд та провести дострокові парламентські та президентські вибори.[40] На мітинг прийшло близько трьох тисяч осіб.[41]
- 9 грудня — відбувся черговий вечірній мітинг;
- 10 грудня — біля пам'ятника Шевченка відбулася акція студентської солідарності з молодіжними активістами, які постраждали під час розгону Євромайдану в Києві, а також з тими, щодо яких порушуються кримінальні справи. В акції взяли участь близько 30 осіб. Вони вийшли з плакатами «Разом студенти — сила», «Мовчимо тільки зараз і більше мовчати не будемо», «Винних покарати, невинних — відпустити», «Діємо разом». Спочатку її учасники провели мовчазний флешмоб (закрили роти руками), що символізує те, що відбувалося після розгону Євромайдану, а потім стали скандувати «Мовчимо лише зараз і більше мовчати не будемо!». На завершення акції її учасники на великому білому полотні маркерами та балончиками намалювали і написали, яким вони бачать майбутнє України. Протягом всієї акції безпосередньо перед пам'ятником Шевченку стояв автозак. На запитання про те, з чим пов'язана його поява, міліціонери відповідати відмовлялися.[42]
- 11 грудня — перед Харківською міськрадою пройшов спонтанний мітинг на знак протесту проти силового штурму Євромайдана в Києві. В акції взяли участь близько 20-ти осіб.[43] Ввечері біля пам'ятника Шевченку відбувся народний збір теплого одягу, харчів і грошей для активістів столичного Євромайдану.[44] Активістами харківського Євромайдану було оголошено мобілізацію на підтримку столичного Євромайдану. До столиці було відправлено 5 машин, формуються списки тих, хто поїде в Київ потягом.[45]

## Підпали автомобілів на Харківщині
- 12 грудня — близько 1-ї години ночі у Чугуєві, що на Харківщині, невідомі підпалили авто народного депутата України від ВО «Свобода» Ігоря Швайки. Транспортний засіб згорів ущент і не підлягає відновленню. Нардеп розцінює підпал як помсту за активну діяльність націоналістичного об'єднання на Харківщині.[46][47] В Харкові відбувся черговий вечірній мітинг;
- 13 грудня — приблизно о другій години ночі у подвір'ї будинку Саламандри (вул. Сумська, 17) невідомі спалили орендований харківським Євромайданом мікроавтобус. На ньому щодня на мирні акції привозили апаратуру і транспортували теплі речі, які харків'яни збирають для Києва. За словами організаторів мікроавтобус не мав ніяких пізнавальних знаків Євромайдану. На момент підпалу в ньому не було апаратури та інших цінних речей.[48] Ввечері того ж дня до пам'ятника Шевеченку вийшли до тисячі харків'ян-прихильників європейської інтеграції. На мітингу виступали голова Харківської правозахисної групи Євген Захаров, місцеві журналісти та опозиційні політики, харків'яни-учасники оборони київського Майдану Незалежності від атаки спецпризначенців 11 грудня, письменниця Оксана Забужко.[49] Губернатор Харківської області вкрай негативно відгукнувся про заклики діячів культури виходити на мітинги: «У Харків зазивати на площу їдуть Андрухович, Забужко і Карпа. Видно, справи зовсім кепські! Запросили б ще циган з ведмедями» (рос. В Харьков зазывать на площадь едут Андрухович, Забужко и Карпа. Видно, дела совсем плохи! Пригласили бы еще цыган с медведями).[50]

## Період без інцидентів (14—19 грудня)
- 14 грудня — вдень відбувся флешмоб: протестувальники в черговий раз обклеїли плакатами з написом «Площа Свободи» різними мовах огорожу навколо площі Свободи, за якою монтувалось ярмаркове «новорічне містечко». Ввечері залишився незірваним лише один плакат — на івриті.[51] На харківському Євромайдані, що зібрався традиційно біля пам'ятника Шевченку, було презентовано диск «Рок за зміни». Крім харківських рок-груп виступила Ірена Карпа зі своїм гуртом «Qarpa».[52]

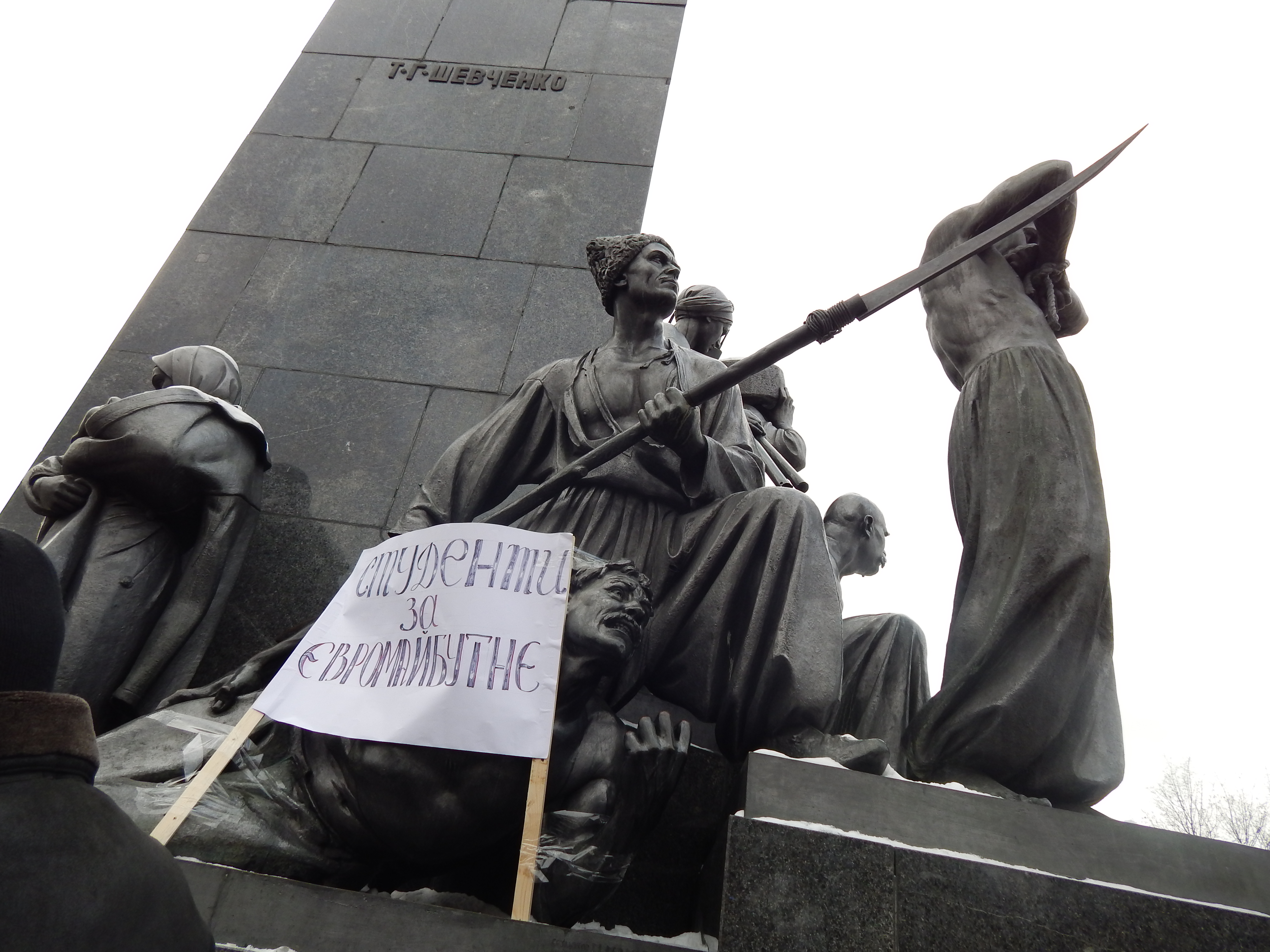
«Студенти за майбутнє»
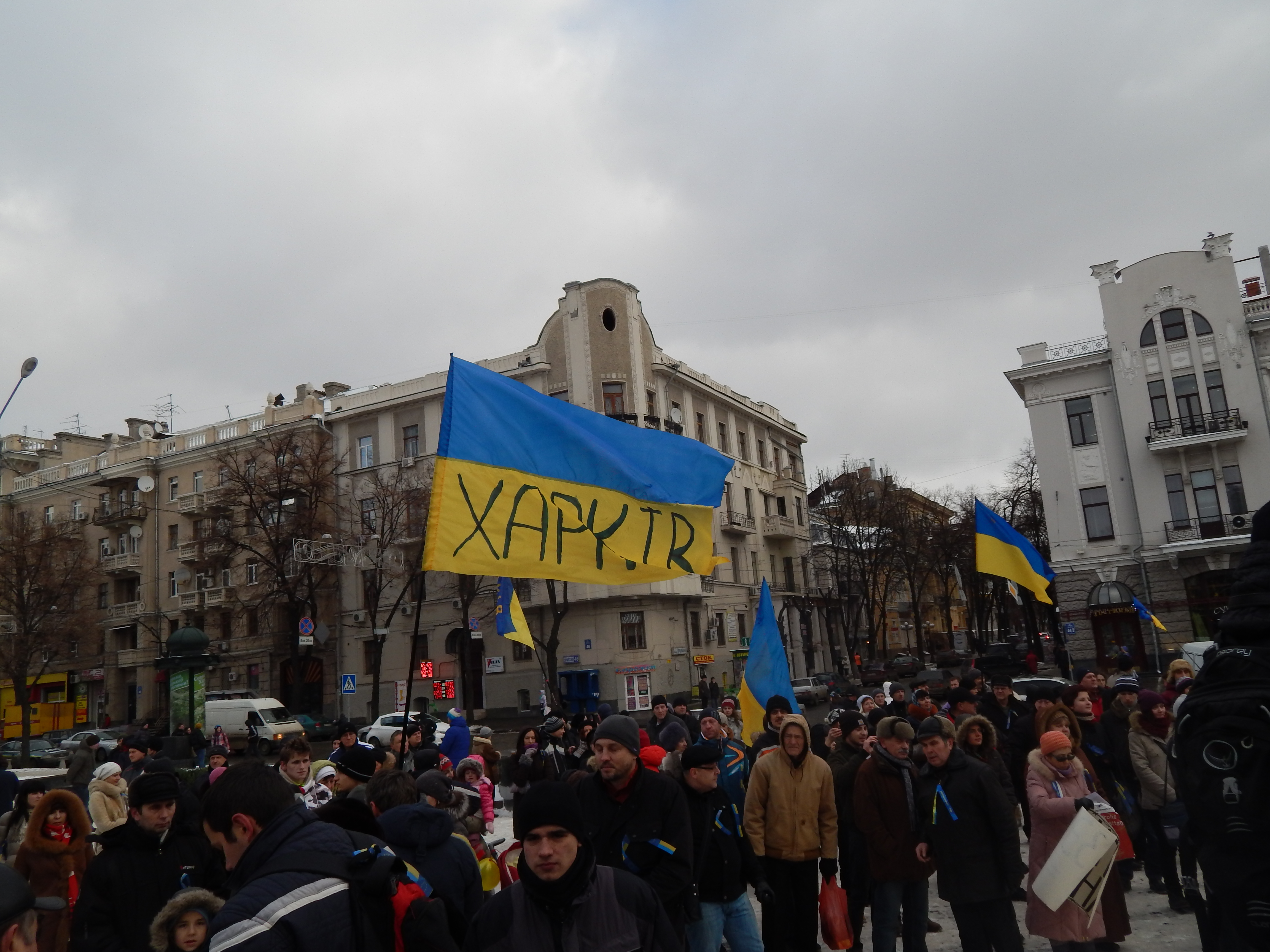
Харків'яни-мітингарі.
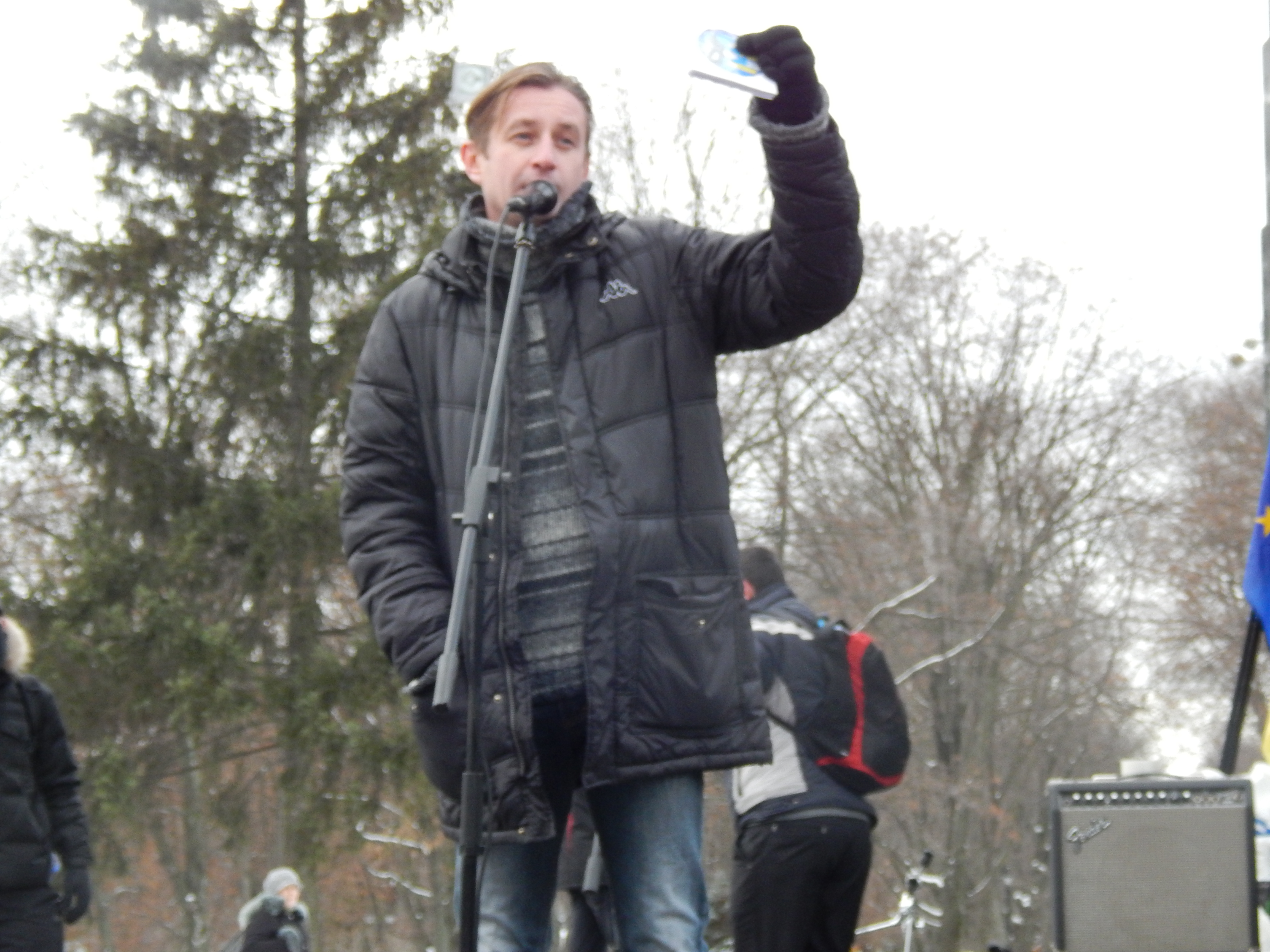
Сергій Жадан презентує диск «Рок за зміни».
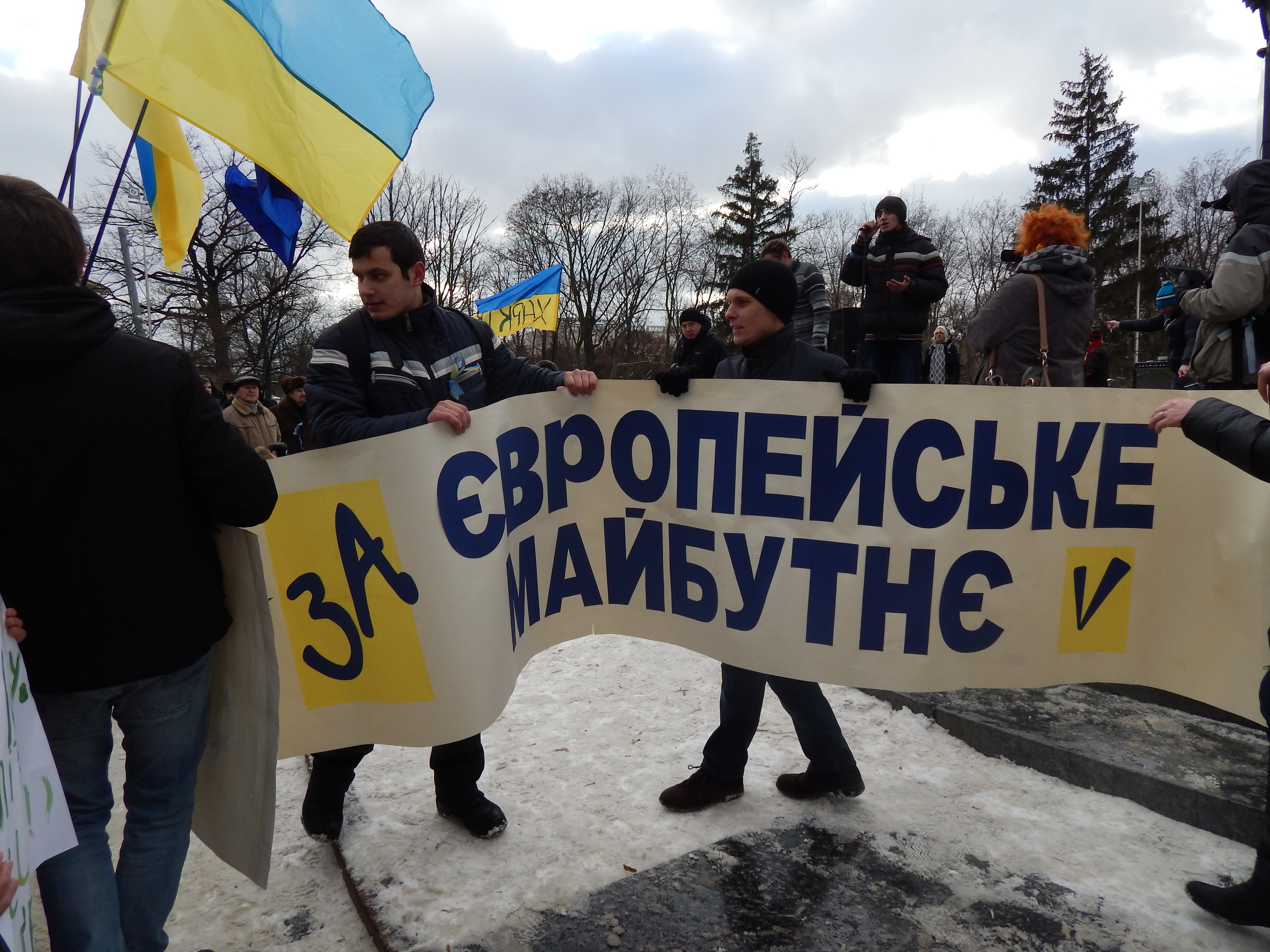
За європейське майбутнє.
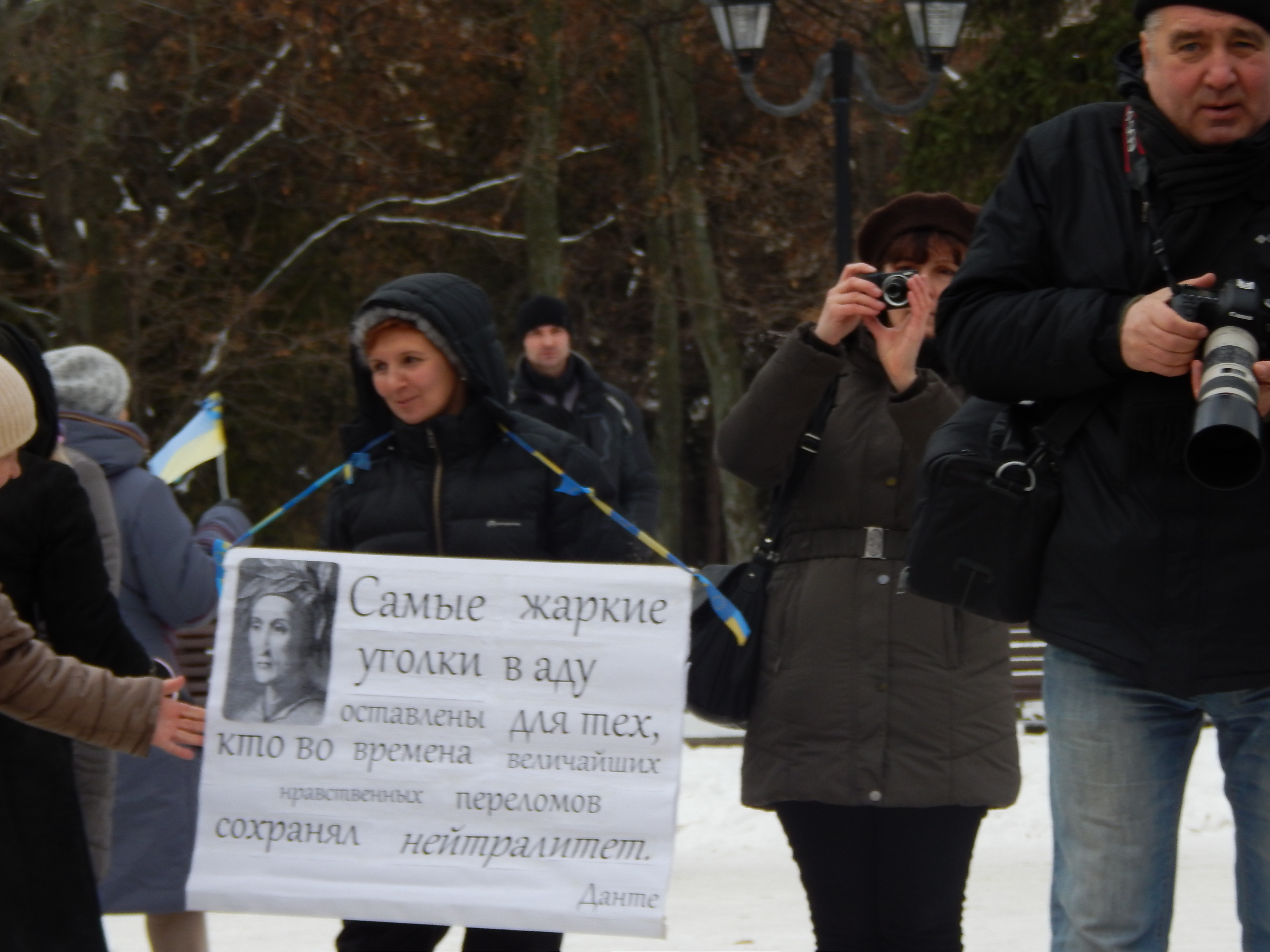
«Самые жаркие уголки ада…»
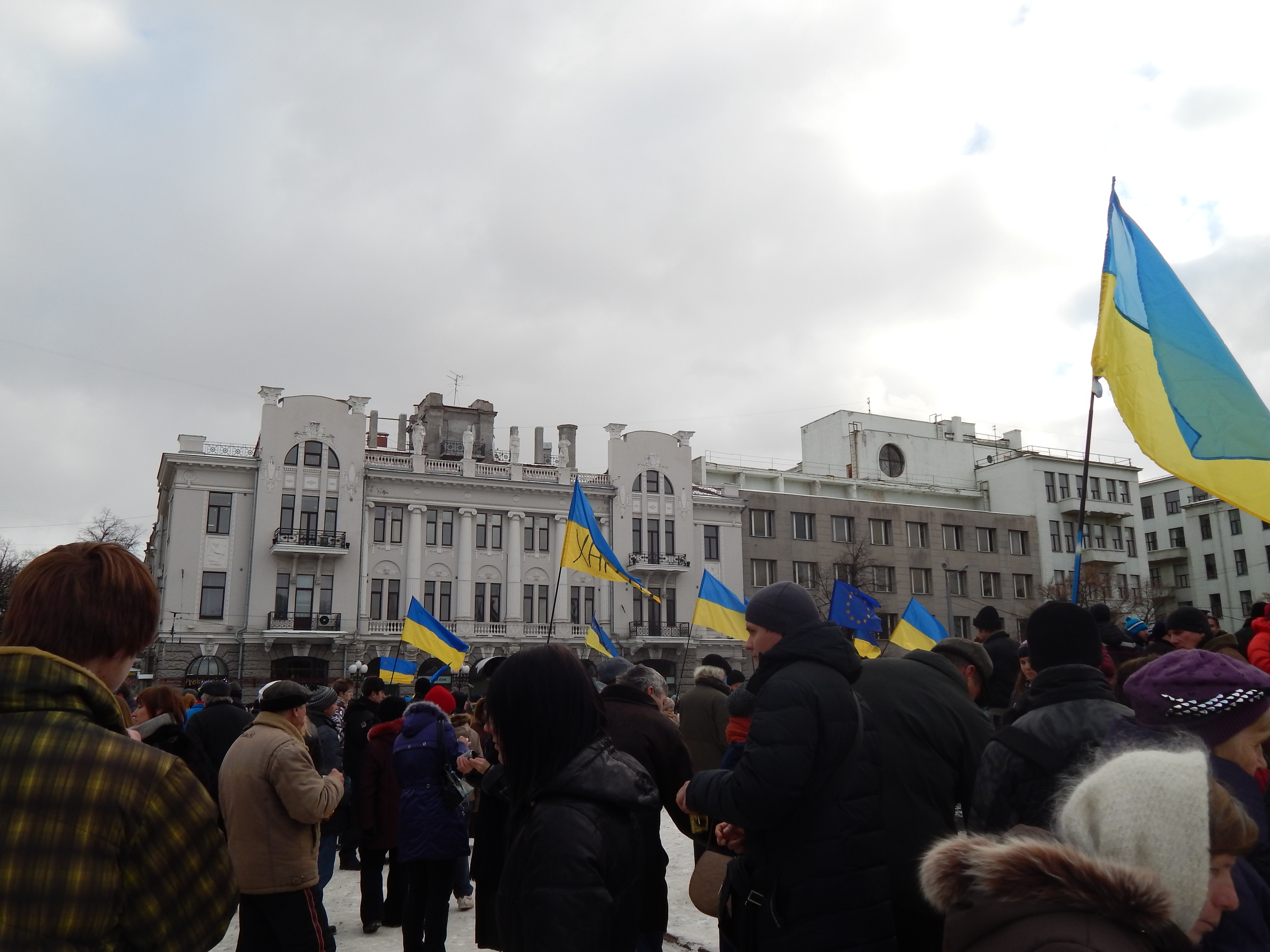
Харків'яни-мітингарі.
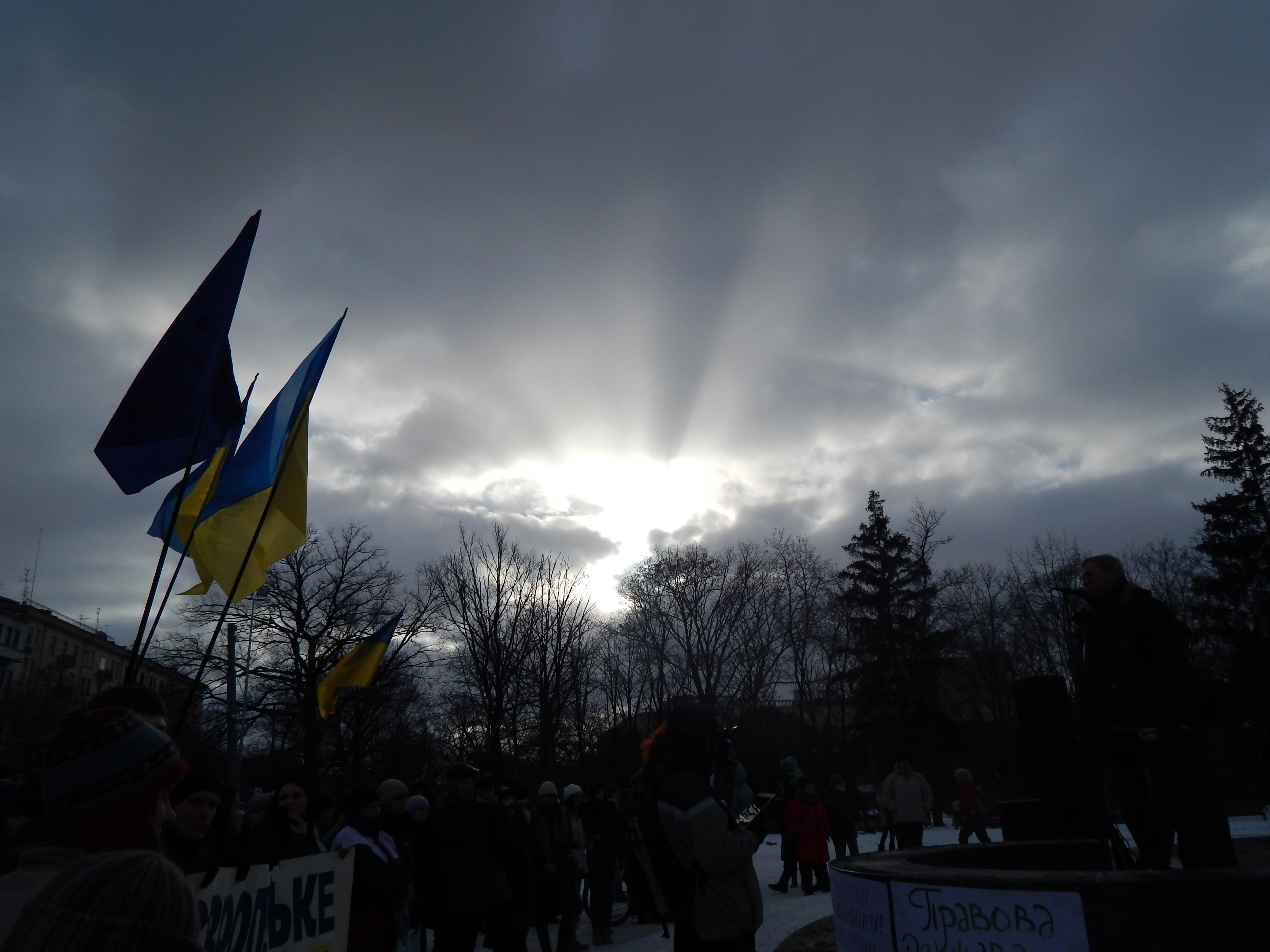
Промінь світла над Євромайданом.
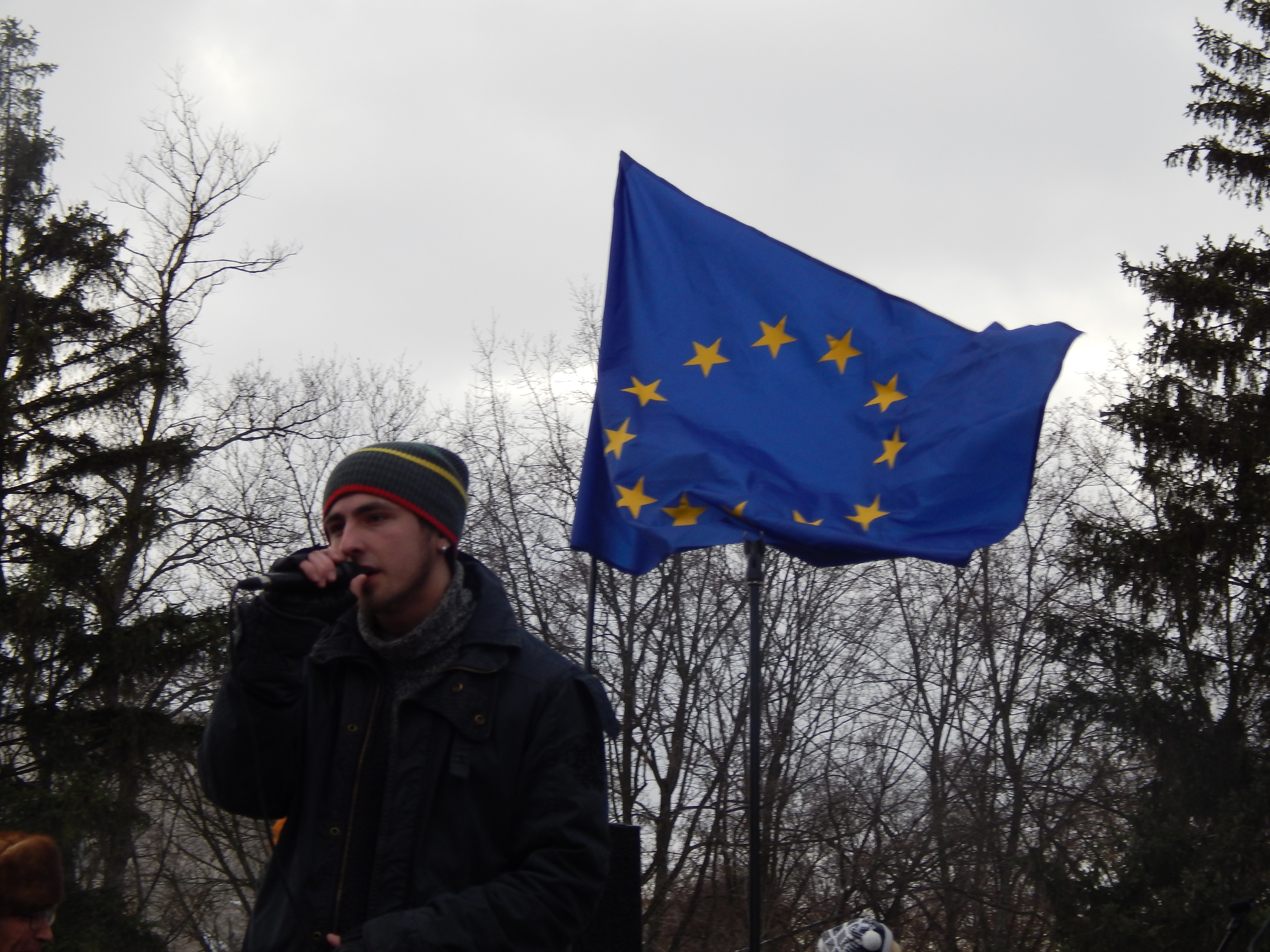
Виступ музичного гурту.
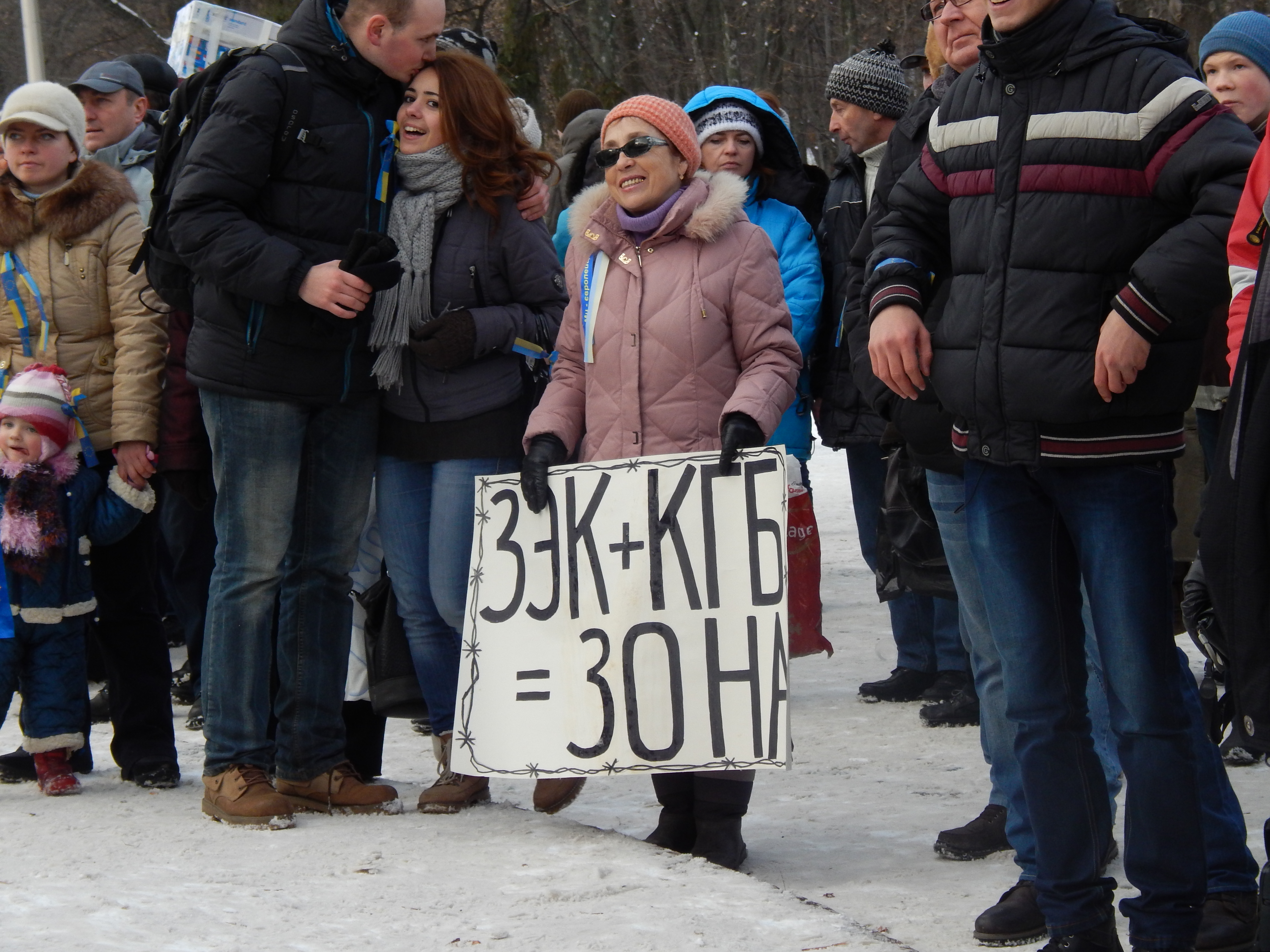
Плакати на Євромайдані
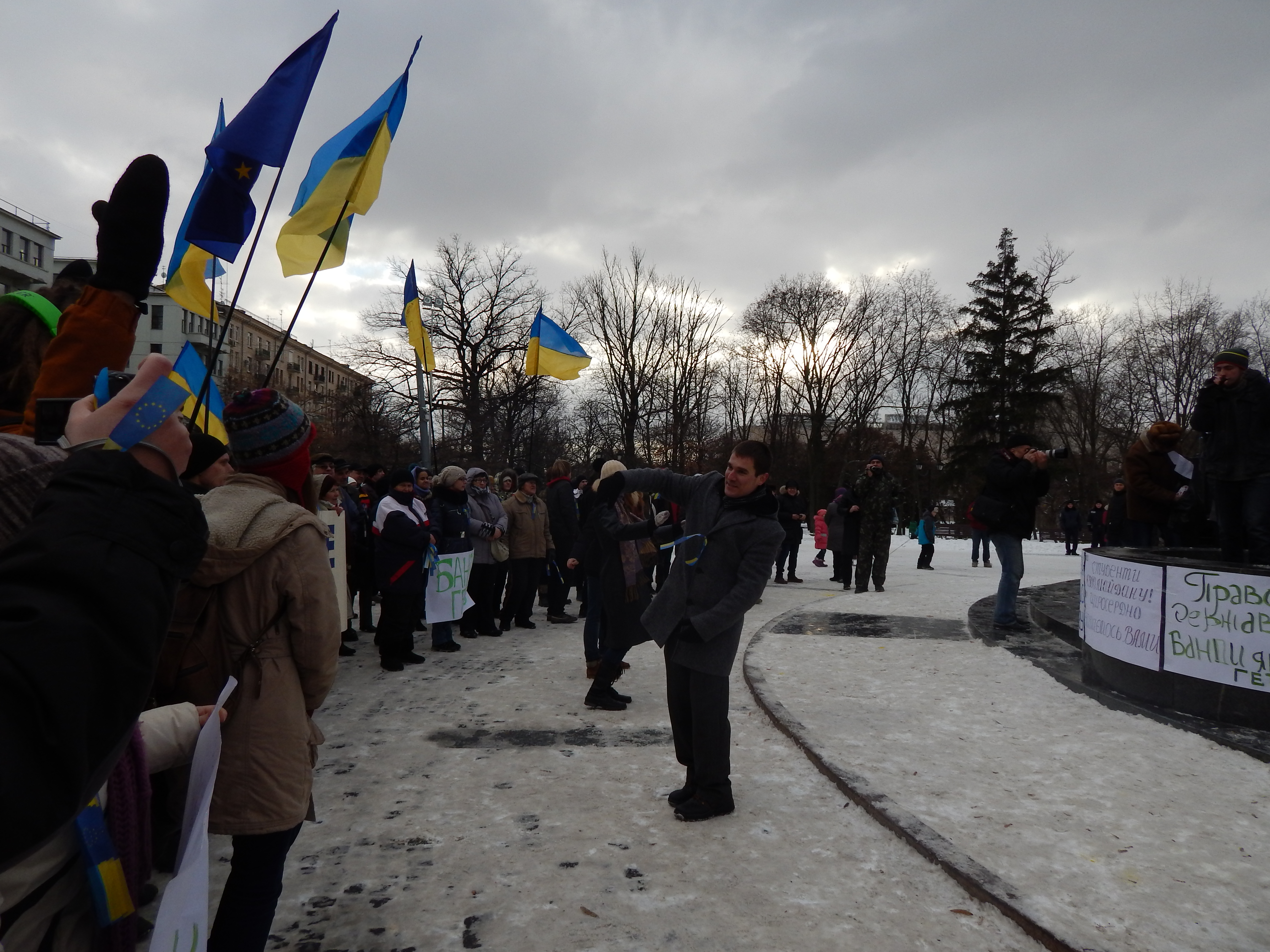
Дмитро Пилипець розважає натовп.
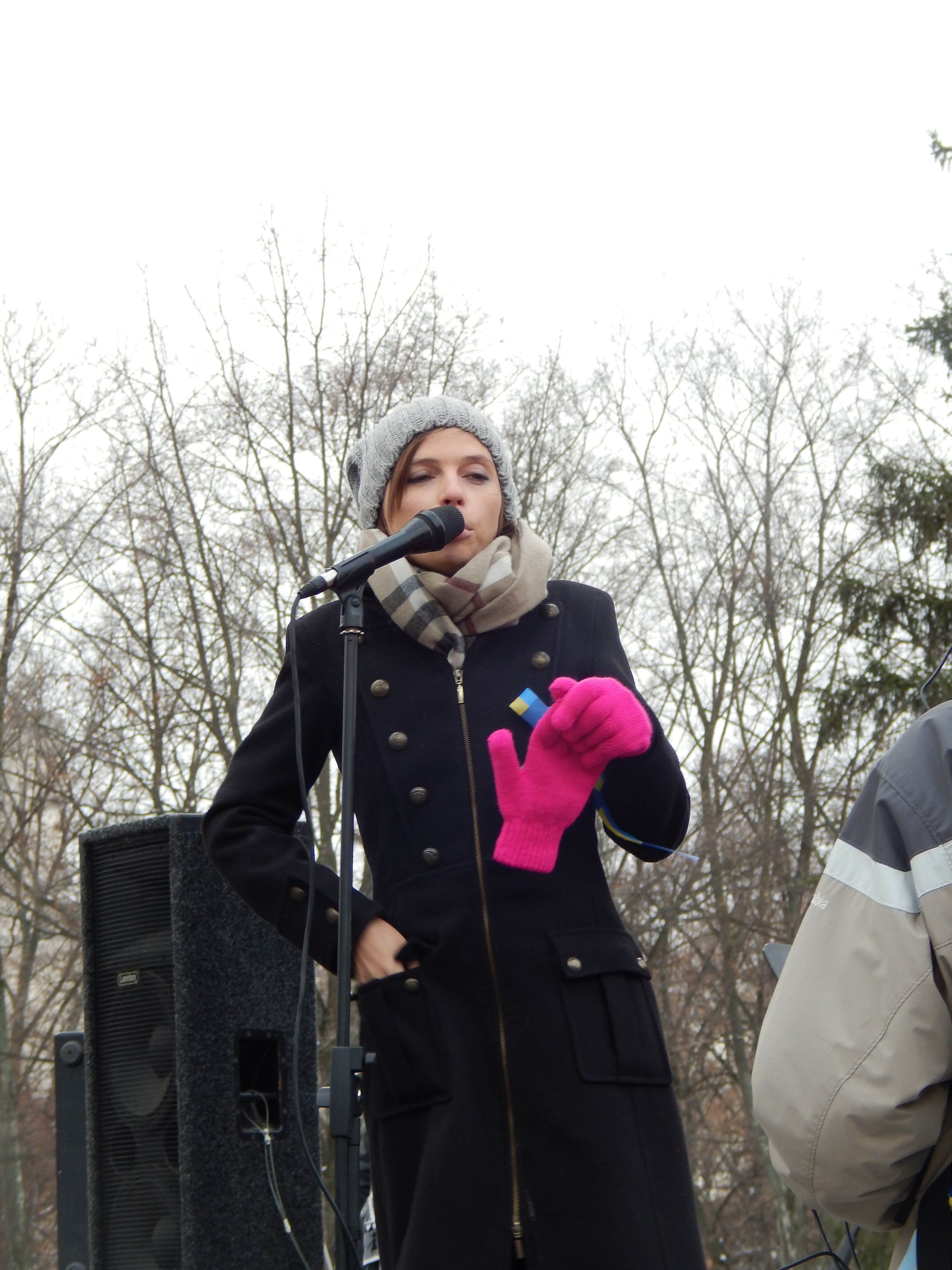
Ірена Карпа читає коломийки.
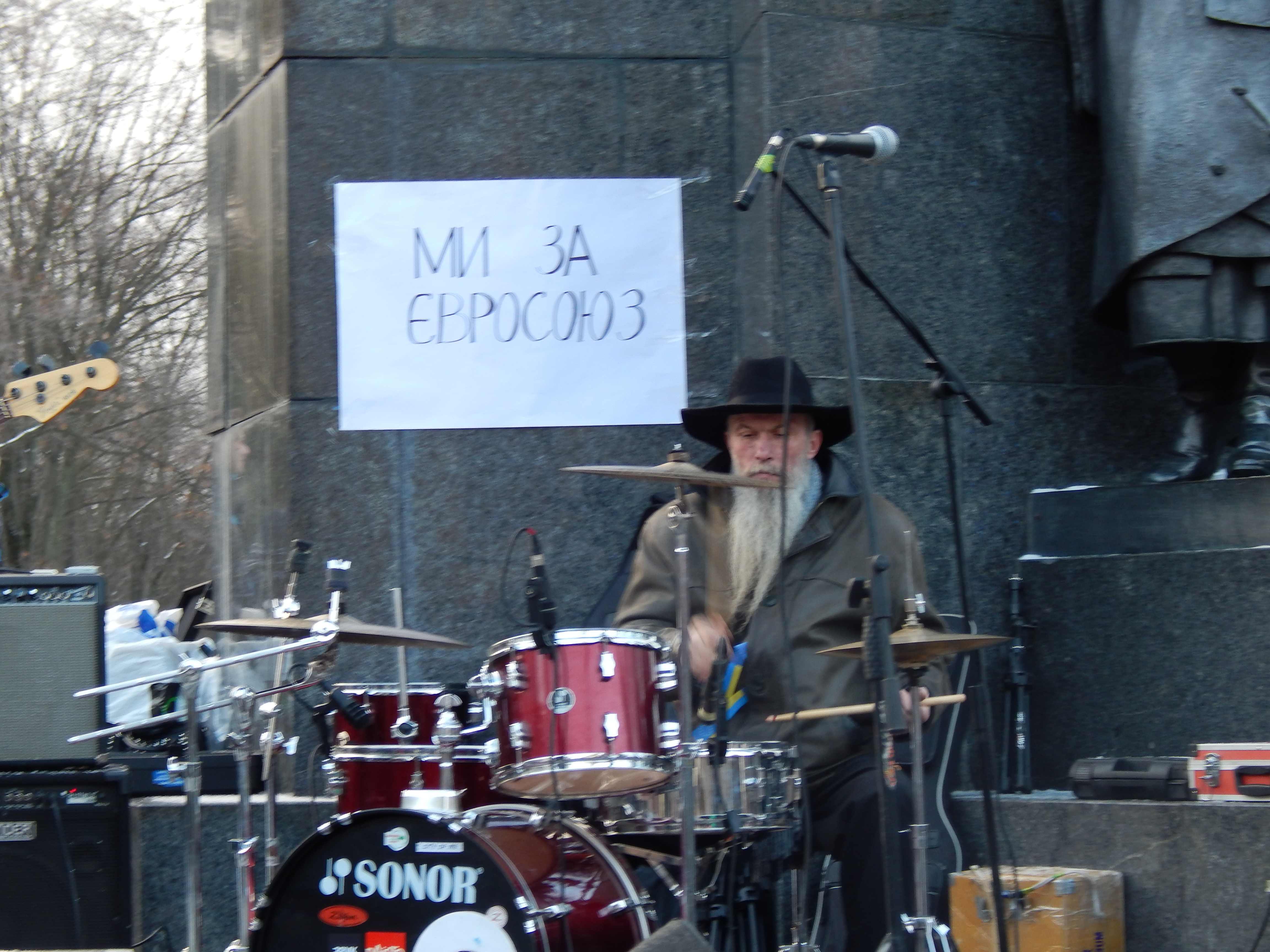
Виступ «Banderas Blues Band».

- 15 грудня — біля пам'ятника Тарасові Шевченку зібралося понад п'ять тисяч прихильників Євромайдану. Активіст Володимир Чистілін розірвав на знак протесту прапор Партії регіонів.[53]
- 16 грудня — харківський Євромайдан влаштував церемонію урочистих проводів прем'єр-міністра України Миколи Азарова на пенсію. На сатиричної міні-перфоманс зібралися близько 200 незгодних з політичним курсом України.[54]
- 17 грудня — один з ініціаторів Євромайдану в Харкові Дмитро Пилипець заявив, що проти нього та інших активістів місцевого Євромайдану найближчим часом можуть бути сфальсифіковані кримінальні справи. За його словами, ці справи можуть бути пов'язані зі спаленим мікроавтобусом, який активісти орендували для перевезення звукопідсилювальної апаратури. Він також додав, що йому загрожує звільнення з роботи.[55]. Ввечері відбувся черговий вечірній мітинг.
- 18 грудня — відбувся черговий вечірній мітинг;

## День святого Миколая та інциденти після нього
- 19 грудня — голова Харківської ОДА Михайло Добкін заявив, що Харківщина проігнорувала «майданні» настрої столиці та Західної України, а харківський Євромайдан назвав «нібито існуючим».[56] Ввечері на святкування дня святого Миколая зібралися близько 500 євромайданівців. Перед присутніми виступив місцевий священник УПЦ КП Віктор Маринчак. З нагоди свята маленьким дітям були подаровані цукерки та іграшки. Модератором, як і решти мітингів, виступав відомий письменник Сергій Жадан. Було організовано збір коштів на лікування 13-річної Христини Сургай, яка постраждала від опіків під час вибуху у власній квартирі. У цій трагедії загинули мама та дві сестри Христини. Присутні пожертвували близько 9 000 ₴.[57]
- 20 грудня — о 4-й годині ранку тітушки атакували приміщення харківської Просвіти, де розташований штаб Євромайдану Харкова. На першому поверсі будинку були вибиті шибки декількох вікон, на ґанок було розлито фарбу. На фасади будинку штабу та прилеглих було нанесено наклепницькі написи на адресу прихильників євроінтеграційного напряму України. Нічна варта штабу зловмисників затримати не встигла.[4] Того ж дня відбувся автопробіг на підтримку харківського і київського Євромайданів. Автомобілі з символікою України та Євросоюзу стартували на вул. Клочківській і рушили по вул. Сумської та пр. Леніна на Олексіївку, а потім назад — у бік пам'ятника Шевченку на вул. Сумській, біля якого традиційно збираються учасники Євромайдану. В колоні було приблизно 20 машин.[58]
- 21 грудня — депутат обласної ради та координатор місцевого штабу національного спротиву Іван Варченко заявив про спробу замаху на його життя шляхом влаштування «нещасного випадку». Напередодні депутат в ефірі обласного радіо заявив про намір вирушити на Євромайдан до Києва з одягом, харчами та ліками. За словами Варченка, перед поїздкою він виявив, що у передньому колесі автомобіля наполовину викручені 5 болтів, що могло призвести до втрати колеса на великій швидкості.[59] Вдень відбувся черговий мітинг.

## Період без інцидентів (22—23 грудня)

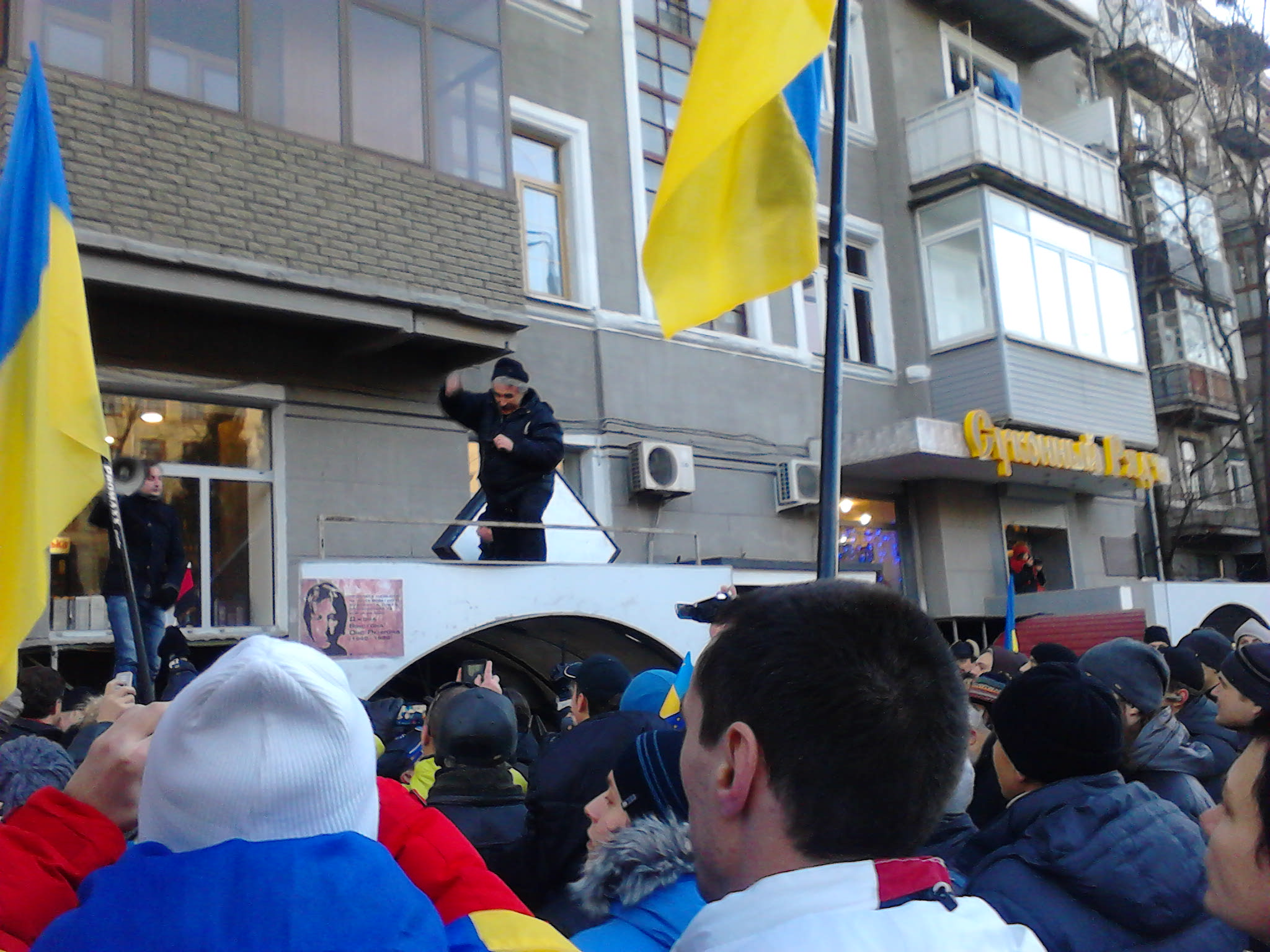
Символічне перейменування проспекту Леніна.

- 22 грудня — на Євромайдані біля пам'ятника Шевченку в Харкові пройшла акція «Спасибі дідусеві Леннону за наше щасливе дитинство». Пісні The Beatles звучали в записі та «наживо» у виконанні харківських рок-музикантів(П@П@ Карло та інш.). Перед присутніми також виступив відомий український письменник і поет Юрій Андрухович. Після концерту учасники Євромайдану влаштували урочисту ходу від пам'ятника Шевченка до проспекту Леніна повз стелу з великим державним прапором. На будинку по пр. Леніна, 1, учасники ходи прикріпили символічну меморіальну дошку — аркуш паперу з портретом музиканта і написом «Проспект названий на честь видатного музиканта, поета, композитора і борця за мир Джона Вінстона Оно Леннона (1940—1980) від вдячних харків'ян». На завершення присутні заспівали гімн України і влаштували фотосесію з «меморіальною дошкою Леннону». Це була не перша спроба символічного перейменування проспекту. У грудні 2007 року активісти місцевої організації Партії «Реформи і порядок» вже намагалися змінити його назву, прикріпивши паперові наліпки «проспект Леннона» поверх справжніх «проспект Леніна».[60] Губернатор Харківської області Михайло Добкін прокоментував у Twitter'і захід наступним чином: «Веселі клоуни Жадан і Андрухович познущалися над назвами харківських проспектів і вулиць. Головна мета — примазатися до імені Джона Леннона» (рос. Веселые клоуны Жадан и Андрухович поиздевались над названиями харьковских проспектов и улиц. Главная цель — примазаться к имени Джона Леннона).[61]
- 23 грудня — відбувся черговий вечірній мітинг;

## Тиждень терору
Міський голова Харкова Г. А. Кернес
- 24 грудня — о 3-й годині ночі у дворі будинку по вулиці Новоолександрівській (54а, корп. 6) стався другий підпал автомобіля Євромайдану.[62] Ввечері учасники Євромайдану провели марш за свободу слова. Акція розпочалася з мовчазного флешмоба біля пам'ятника Шевченку. Присутні заклеїли собі роти липкою стрічкою (символ відсутності свободи слова) і запалили свічки в пам'ять про загиблих журналістів. Після цього під барабанний бій колона (близько 350 осіб) у супроводі працівників міліції рушила до будівлі ГУ МВСУ в Харківській області. Тут учасники акції провели мітинг: подякували міліціонерам, які забезпечують порядок під час мітингів Євромайдану, і звинуватили в бездіяльності слідчих, які повинні розслідувати «злочини проти Євромайдану» (крадіжку генератора, підпали машин, напад на офіс). Євромайданівці передали керівництву міліції звернення з вимогою належним чином розслідувати ці злочини. Після цього колона продовжила ходу до міськради, де пройшов ще один мітинг. Присутні вимагали відновити мовлення місцевих телеканалів АТН та АТВК. Ніхто з представників влади до мітингувальників не вийшов (мітинг проходив вже після закінчення робочого дня).[63] Близько 21.00 на вулиці Іванова на одного з організаторів харківського Євромайдану Дмитра Пилипця напали двоє людей, які побили та завдали декількох ударів ножем.[64]
- 25 грудня — міський голова Харкова Геннадій Кернес заперечив причетність влади Харкова і області до нападів на активістів Євромайдану та їх майно та припустив, що напад на Дмитра Пилипця міг бути вчинений самими опозиціонерами.[65] Раніше Генадій Кернес в Instagram'і прокоментував події вечора 24 грудня наступним чином: «Якщо у вас, довбнів, є крила — літайте, є сеча — пийте, і у таких „євро“ багато бажань» (рос. Если у Вас дол…в есть крылья летайте есть моча пейте и у таких евро много желаний).[66][67] Голова Харківської облдержадміністрації Михайло Добкін заявив, що, імовірно, до нападу і заподіяння ножових поранень Дмитру Пилипцю можуть бути причетні «свободівці».[68] Член Штабу національного опору Іван Варченко повідомив, що харківський Євромайдан очікує провокації задля дискредитації активістів та підкреслив, що Євромайдан залишається мирною акцією і не планує захоплення міську, обласну ради та інші адміністративні будівлі Харківщини.[69] Ввечері відбувся черговий мітинг.
- 26 грудня — в першій половині дня євромайданівець Дмитро Пилипець з власної ініціативи був виписаний з 4-ї лікарні швидкої невідкладної допомоги.[70] Народний депутат від Партії Регіонів Дмитро Святаш висловив думку, що напад на харківського активіста був скоєний самими противниками чинної влади, назвав харківський Євромайдан «смердючим» та запевнив, що в Харкові відсутня підтримка партіям «Свобода» та «Батьківщина».[71]. Ввечері відбувся черговий мітинг.
- 27 грудня — близько 3-ї ранку у подвір'ї будинку по вулиці Данилевського, 31 стався підпал автомобіля, що належить волонтерам харківського Євромайдану. Вогонь перекинувся на сусіднє авто. На місце злочину швидко прибула пожежна команда та міліція. Машина Chevrolet Lacetti вартістю $ 10 000 спалена вщент.[72] Ввечері відбувся черговий мітинг.
- 28 грудня — в рамках проекту «Розширення Майдану на Схід» харківський Євромайдан відвідав лідер руху «Третя українська республіка» Юрій Луценко з дружиною, де під час полуденного мітингу вони були облиті зеленкою. Після інциденту міліцією були затримані троє.[73][74] Ввечері близько 22:00 у селищі Солоницівці, що на Харківщині, згорів автомобіль Toyota активіста харківського Євромайдану, члена штабу національного опору Івана Варченка.[75]
- 29 грудня — відбувся черговий мітинг;
- 30 грудня — у центрі Харкова на розі вулиці Сумської та проспекту Правди відбулася акція солідарності з постраждалими під час розгону Євромайдану 30 листопада, в якій взяли участь близько 50 осіб.[76] В той же день у Новій Водолазі, що на Харківщині, було спалено мікроавтобус, який використовували активісти Євромайдану.[77]

## Святковий тиждень та переддень Форуму
- 31 грудня — учасники харківського Євромайдану влаштували ходу від свого традиційного місця збору (пам'ятника Шевченку) до обласного управління міліції та міськради. В ході взяли участь близько 30 осіб, переважно студенти. Вони йшли з прапорами України та Євросоюзу і плакатом «Студенти за майбутнє». Деякі прийшли в ковпаках Санта Клауса. Біля обласного управління міліції учасники ходи зупинилися і, скандуючи «З Новим роком!», продемонстрували новорічні подарунки, які вони принесли для правоохоронців. Євромайданівці вручили подарунки представникові міліції і пройшли до міськради.[78] Ввечері Євромайдан святкував Новий рік.
- 4 січня — близько 11:30 в приблизно 100 метрах від зупинки міського транспорту «Харківський м'ясокомбінат» по проспекті Гагаріна активіста харківського Євромайдану Олександра Чижова схопили 5 співробітників відділу з протидії торгівлі людьми та відвезли до Червонозаводського РВХМУГУМВС України в Харківській області на машині зі звичайними, не міліцейськими номерами та занотованими вікнами. Як запевняє активіст, по дорозі один з міліціонерів відібрав його мобільний телефон, без понятих та без протоколу вилучення, у райвідділі завели до кабінету слідчого Бабушкіна Володимира Яковича, де звинуватили у розповсюдженні порнографічних матеріалів через мережу Інтернет (через листування у соціальній мережі «Вконтакте»). Чижов відмовився давати свідчення без адвоката. Його протримали в кабінеті слідчого близько двох годин та відпустили, виписавши повістку з'явитися вранці 8 січня для дачі показів як свідку. Активіст повідомив, що, прийшовши додому, знайшов свою сторінку «Вконтакте» зламаною.[79][80] Євромайданівець заявив, що справа є сфальсифікованою та замовленою, оскільки заява, на підставі якої її порушили, датована днем затримання.[81]
- 5 січня — учасники харківського Євромайдану влаштували ходу від пам'ятника Шевченкові до пам'ятника Пушкіну. Під час ходи активісти скандували «Харків, вставай!». В початковій і кінцевій точці читали вірші харківські поети Сергій Жадан, Леонід Логвиненко, Ростислав Мельников, Віктор Бойко, Іван Андрусяк, Світлана Поваляєва.[82][83]
- 6 січня — депутати від «Батьківщини» та прихильники екс-прем'єра зібралися біля лікарні «Укрзалізниці», у якій лікується Юлія Тимошенко, щоб привітати її з різдвяними святами. Вони співали гімн, різдвяні пісні та скандували «Юля, з Різдвом!», «Юля, ми разом!», «Юля, ми з тобою!».[84] Прес-служба ГУМВСУ в Харківській області повідомила, що активіст харківського Євромайдану Олександр Чижов, якого підозрюють у розповсюдженні порнографії, відмовляється співпрацювати зі слідством. В міліції пояснили, що до правоохоронців з заявами про розповсюдження медіа-матеріалів порнографічного змісту в Інтернеті звернувся 23-річний парубок. Він розповів їм, що підозрюваний розмістив на його сторінці порно-матеріали і попросив про особисту зустріч. За словами міліції, того ж дня (4 грудня) було встановлено особу 33-річного харків'янина, який приїхав на зустріч із заявником з метою здійснення своїх сексуальних бажань і наполягав на одностатевому контакті. Оперативники запросили його до райвідділу міліції для з'ясування обставин події та дачі відповідних свідчень.[85] Кримінальне провадження було відкрито за ч.2 ст.301 (ввезення, виготовлення, збут і розповсюдження порнографічних предметів) Кримінального кодексу України. Санкція статті передбачає позбавлення волі на строк до 5 років з конфіскацією порнографічної кіно- та відеопродукції, засобів її виготовлення і демонстрування.[86]
- 7 січня — на Євромайдані біля пам'ятника Шевченку у вівторок показали два вертепи: дитячий класичний і дорослий злободенно-політичний. Діти для розповіді історії народження Ісуса Христа використовували ляльок. Дорослий вертеп використовував маски відомих політиків і перших осіб Харкова та області, а також алюзії в діалогах на відомі цитати цих людей. Автор ідеї дорослого вертепу — харків'янка Євгенія Левенштейн. В модернізованій версії біблійної історії ірод Кернес і чорт Добкін обурювалися Майданом, а волхви (три лідери опозиції) намагалися переконати їх. У підсумку Ірод був осоромлений.[87]
- 8 січня — вранці близько 30 осіб пікетували Червонозаводський райвідділ міліції, в який прийшов на допит активіст Євромайдану Олександр Чижов, обвинувачений у розповсюдженні порнографії.[88] Відділ зв'язків з громадськістю Головного управління МВС України в Харківській області повідомив, що відеофайли, які розповсюджувались у соціальній мережі, визнані порнографією.[89] Також місцеве управління МВС стверджує, що харків'янин, якого нещодавно звинуватили у розповсюдженні порнографії, не є учасником та організатором Євромайдану в регіоні.[90] Проте Олександр Чижов був автором і учасником перфомансу «Проводимо Азарова на пенсію!»[81]
- 9 січня — на сайт харківського Євромайдану була вчинена потужна DDoS-атака.[91] Ввечері на харківському Євромайдані активісти влаштували слобожанський вертеп та обговорили питання безпеки. Також цього дня пройшов перший післясвятковий євроавтопробіг.[92] У Харкові була помічена агітаційна діяльність підставної «Громадської ради Майдану»[93].
- 10 січня — пізно ввечері на майданчик біля пам'ятника Шевченку (традиційне місце зборів харківського Євромайдану) приїхало кілька вантажних автомобілів, у тому числі і машини комунальних служб. На місці подій перебував заступник міського голови Ігор Терехов, який, за його власними словами, просто «прогулювався». Також були помічені «тітушки» та автобус з міліцією. Люди вивантажували апаратуру для майбутнього Антимайдану.[94]

## Перший всеукраїнський Форум Євромайданів

Логотип Всеукраїнського Форуму Євромайданів.

11—12 січня у Харкові відбувся перший всеукраїнський Форум Євромайданів. Рішення про його проведення було прийнято 27 грудня на всеукраїнській конференції Євромайданів 38-ма делегатами від 17-ти регіональних Євромайданів. Під час конференції було погоджено, що партійної символіки на всеукраїнському форумі не буде. На даний з'їзд були запрошені громадські організації, а також представники політичних партій як спостерігачів. Метою форуму було відпрацювання схеми координації між різними Майданами, розробка подальшої стратегії Євромайданів, плану дій, а також розгляд питання консолідації євромайданівського руху.
Перший всеукраїнський форум Євромайданів перед самим своїм початком зазнав критики від представників опозиції.
Колишній народний депутат, заступник голови партії «Реформи і порядок» Володимир Філенко заявив, що форум є спробою влади розколоти та дискредитувати Євромайдан, а також висловив незадоволення місцем його проведення. Нардеп від «Батьківщини» Арсен Аваков зробив заяву, що в розпорядженні опозиції опинилися «темники» і розробки адміністрації президента до впровадження в підсумкові документи першого Форуму майданів. Член Ради ВО «Майдан» Зорян Шкіряк також заявив про наміри влади використати Всеукраїнський форум Євромайданів та «темники» Партії Регіонів, які мали бути просунути на зазначеному Форумі.
Організатори форуму заперечили причетність влади до проведення з'їзду та назвали поширення подібної інформації у ЗМІ провокацією. Вони повідомили, що мали проблеми з пошуком місця для проведення заходу через відмови власників приміщень, та про масштабні хакерські DDoS-атаки на їх сайт. Організатори також запевнили, що з'їзд був проведений за кошт добровільних пожертв простих прихильників руху, а його учасники прибули за власні гроші.
Участь у форумі взяли 119 делегатів з 21-ї області та АР Крим. З них 93 делегати — представники громадських організацій, 37 — члени опозиційний парламентських та позапарламентських партій. Крім того, на Форум зареєструвалися 80 спостерігачів. Серед учасників та гостей Форуму були Олег Рибачук, колишній керівник Секретаріату Президента України Віктора Ющенка, українські письменники Сергій Жадан, Андрій Кокотюха, брати Віталій і Дмитро Капранови, журналіст Єгор Соболєв, організатор полтавського Євромайдану Олекса Коба, делегації від Демократичного альянсу, УНСО, Громадської ради «Майдан» (Київ), громадської організації «Злам стереотипів» (Полтава), учасник польського руху «Солідарність» Збігнев Ромашевський, учасник правозахисного руху в Україні 1970—1980-х років Йосиф Зісельс, екс-міністр закордонних справ України, член ГО «Праві» Володимир Огризко. Відвідати форум обіцяв лідер партії УДАР Віталій Кличко, проте напередодні Форуму відмінив свій візит через зміни у особистому розкладі. Активісти харківського майдану висловили думку, що справжньою причиною скасування поїздки стала інформаційна провокація проти Форуму.
Форум проходив у режимі конспірації: місця проведення заходів тримали у таємниці до моменту початку.

### Перебіг
Ігор, архієпископ Харківський і Полтавський (УАПЦ)
- 11 січня:
  - Антимайдан: На майданчику перед пам'ятником Шевченку, де зазвичай проходить місцевий Євромайдан, активісти Партії регіонів влаштували мітинг на підтримку курсу Президента України Віктора Януковича. У взяли участь кілька тисяч людей. Учасники заходу з державними прапорами та прапорами Партії регіонів вишукувалися обабіч вулиці Сумської від площі Свободи до Харківського академічного театру опери та балету. Люди також тримали транспаранти з написами: «Бюджет Майданом не наполнишь», «Харьков — за Президента Януковича», «Хватит бездельничать на Евромайдане. Возвращайтесь на работу!», «Курс Президента Януковича — курс развития», «Евромайдану — нет, да — спокойной жизни!», «Хочешь Майдан — вали за Окружную!», «Фашизму — нет!». Мітингувальників до вулиці Сумської звозили організовано групами. Основна група демонстрантів зібралася довкола пам'ятника Шевченку, поруч з яким вночі було споруджено сцену зі звукопідсилювальною апаратурою.[107] Серед учасників Антимайдану переважно були робітники державних заводів і бюджетних установ. Також були присутні представники кількох відомих проросійських організацій, таких як «Украинский выбор», «Союз граждан Украины», «Трудовая Харьковщина».[108]
  - Форум Євромайданів: На ранок першого для Форуму учасникам було відомо лише місце, куди вони мали з'явитись для реєстрації, — приміщення незалежного культурного центру «Інді», яке намагалися блокувати прибічники проросійського курсу України. Звідти делегатів, журналістів, які отримали акредитацію, і спостерігачів на таксі відвозили за невідомою адресою. Місцем призначення був Автодорожній технікум на околиці міста. Після прибуття делегатів на місце, працівники технікуму повідомили, що надати зал не можуть і попросили залишити приміщення. В пошуках нового приміщення учасники Форуму рушили до храму Івана Богослова Української православної церкви Київського патріархату, у подвір'ї якого пробули приблизно годину. Потім вони направились у Свято-Дмитріївський храм Української автокефальної православної церкви, де у трапезній залі Форум розпочав свою роботу. Під дверима церкви сталася сутичка між самообороною харківського Євромайдану та невідомими молодиками. Тітушки, яких було близько 30[109], намагалися силою увірватися у церкву. Швидко прибув міліцейський підрозділ «Грифон». В результаті було затримано 18 нападників. Після пленарного засідання делегати Форуму і спостерігачі роз'їхалися по різним адресам, щоб попрацювати у робочих групах за сімома напрямками.[110][111] Біля п'ятої години вечора на книгарню «Є», де працювала група громадянської освіти, був здійснений напад. До приміщення книгарні увірвалися від 15 до 30[109] молодиків і розпилили сльозогінний газ, побили охорону, розтрощили скляні дверцята книжкових шаф і швидко вибігли з магазину. Особливо постраждав один з членів харківського Євромайдану — Олег Колотій, якому зламали ніс та пошкодили око.[112]
  - Євромайдан (мітинг): Ввечері євромайданівці почали збиратися на традиційний мітинг. Через неможливість проведення заходу під пам'ятником Шевченку збори розпочалися біля пам'ятника м'ячу, звідки колона мітингарів вирушила до пам'ятника Григорію Сковороді. Через деякий час за євромайданівці помітили зі сторони вулиці Університетської віддаль прапори Партії Регіонів. Євромайдан організував периметр з чоловіків задля забезпечення безпеки. Мітинг продовжився, але вимкнулось світло. До мітингувальників вийшли антимайданівці, яких міліція швидко відгородила кордоном. З'явились спецпризначенці. Приблизно через десять хвилин зі сторони площі Свободи приїхав автомобіль з гучномовцями, з яких почала грати музика. Завершився мітинг ходою великою колоною до станції метро «Центральний ринок» в оточенні тітушок. По дорозі освітлення вимикалось ще кілька разів[113].
- 12 січня:
  - Форум: Біля полудня невідомі зробили неправдиве повідомлення про мінування Свято-Дмитрівського храму, де днем раніше проходило пленарне засідання форуму Євромайданів. Ніяких вибухових речовин або пристроїв міліцією після обстеження будівлі не було виявлено. Також у церкві кілька разів вимикали світло.[114] Ранкову літургію того дня від можливого нападу охороняли «свободівці». Проте це не завадило роботі підсумкового пленарного засідання форуму Євромайданів, котре було заздалегідь перенесене в приміщення Харківської правозахисної групи.
  - Євромайдан: Мітинг Всеукраїнського форуму Євромайданів відбувся у другій половині дня біля пам'ятника Ярославу Мудрому. З самого свого початку він був узятий в облогу чисельними антимайданівцями. Прихильники Партії регіонів намагалися завадити розвантаженню звукопідсилювальної апаратури. В євромайданівців полетіло декілька петард. Особа, що кидала їх, була затримана активістами Євромайдану та передана міліції. Пізніше в учасників проєвропейського мітингу з боку мітингу Партії Регіонів було кинуто кілька димових шашок. Міліція затримала одного з двох чоловіків, що кидали шашки. Другому зловмисникові вдалося втекти. До місця проведення заходу прибула звукопідсилювальна машина «Укртелекому», яка транслювала виступ представників Партії регіонів. Учасники Форуму Євромайданів оголосили підсумкову резолюцію свого зібрання.[115]

### Резолюція форуму
Резолюція Першого Всеукраїнського форуму Євромайданів України.
Форум констатує: В Україні розвивається гостра суспільно-політична криза. Влада переслідує активістів громадського опору та ігнорує наймасовіші протести громадян. Бізнесово-політичні клани узурпують владу в Україні.
Спираючись на вимоги учасників протестів на майданах України та маючи намір об'єднати Український народ, керуючись статтею 5 Конституції України, Форум Євромайданів ставить собі за мету: Усунути від влади нинішніх узурпаторів та не допустити узурпації влади у майбутньому шляхом створення громадянських механізмів, важелів прямого народовладдя та розвитку самоврядування.
Форум підтримує вимоги відставки Уряду та Президента України, дострокових виборів Верховної Ради України, припинення переслідувань учасників протестів, звільнення політв'язнів, ефективного розслідування усіх випадків насильства, перевищення влади та зловживання нею, притягнення винних до відповідальності та забезпечення компенсації жертвам насильства.
Форум не створює жодних організаційних надбудов та вертикально інтегрованих структур над рухом Євромайданів.
Форум затверджує спільні принципи та організаційні механізми для досягнення таких цілей:
1. Горизонтальна координація та взаємодія усіх Євромайданів України.
2. Взаємодія для реалізації акцій та заходів, які ініціюються активістами Євро майданів; підтримка конструктивних пропозицій учасників Євромайданів щодо усунення узурпаторів від влади.
3. Створення на базі Київського Майдану навчально-тренінгового центру для громадських активістів, делегованих Євромайданами всієї України.
4. Створення мережі колективного самозахисту та оборони на базі матеріалів, напрацьованих робочою групою Форуму.
5. Залучення фінансових та матеріальних ресурсів та їх використання базувати на принципах децентралізації, прозорості, безпеки та бюджетування.
6. Закликати до мобілізації митців та громадських авторитетів і утворити мобільні групи для виступах на майданах України.
7. Започаткувати співпрацю між окремими майданами у формі побратимства для взаємної допомоги.
8. Об'єднати зусилля Євромайданів для досягнення максимального інформаційного ефекту у протидії інформаційній війні проти майданів.
9. Регулярно і публічно інформувати учасників акцій про події на інших Євромайданах.
10. У складі Євромайданів створити постійно діючі структури, відповідальні за організацію громадянської освіти учасників.
11. Розповсюдити освітню та інформаційну активність за межі Євромайданів.

Форум прийняв за основу план дій, розроблений у робочих групах по пунктах порядку денного і доручає робочим групам продовжити роботу з доопрацювання і втілення цих планів відповідно до напрямків. (Плани додаються).
Усім учасникам дозволяється презентувати його результати тільки в межах рішень, ухвалених Форумом.

Ухвалено 12 січня 2014 року на Першому Всеукраїнському форумі Євромайданів у Харкові.

## Від Форуму до Лютого
- 13 січня — о 18:00 відбувся традиційний мітинг біля пам'ятника Шевченку. Все відбулось спокійно та без провокацій.
- 15 січня — * 16 січня — Близько 70 осіб пройшли від університету ім. Каразіна до обласного управління міліції, скандуючи "Гей, тітушкі, геть додому! ".

Учасники ходи несли прапори України і плакати "Студенти проти бандитського свавілля ", «Книжки треба читати, а не кров'ю поливати!», а також фотографії провокацій проти місцевого Євромайдану з підписами «Бандитський Харків» і «Назад у 90-ті ?». Після цього відбувся традиційний мітинг біля пам'ятника Шевченку.
- 17 січня — Кілька десятків харків'ян, учасників харківського Євромайдану, провели акцію солідарності та жалоби за загиблими від пожежі на Харківській ювелірній фабриці. Активісти зібралися біля прохідної заводу «Хартрон», на території якого розташована фабрика.[118]
- 18 січня — У Харкові зібрався «веломайдан». Біля пам'ятника Шевченку о 13:00 зібралися активісти «евромайдана». В цей раз вони виїхали на акцію протесту на велосипедах. За словами організаторів акції протесту, прикладом для них стали мешканці інших міст, які давно протестують таким чином.[119]

О 18:00 відбувся традиційний мітинг біля пам'ятника Шевченку.
- 19 січня — У неділю, 19 січня о 12:00 на місцевий Євромайдан з концертом завітали учасники мистецького об'єднання «Остання барикада». Співали Анжеліка Рудницька та рок-гурт «Телері». Вірші читав поет Артем Полежака.[120]
- 21 січня — о 18:00 відбувся традиційний мітинг біля пам'ятника Шевченку.
- 22 січня — на майдані Свободи відбувся мітинг бюджетників, яких зігнала місцева влада «проти майдану».[121]
- 23 січня — Перед мітингом майданівці, комунальники завалили снігом підступи до місця збору мітингувальників[122]
- 24 січня — о 18:00 відбувся традиційний мітинг біля пам'ятника Шевченку.
- 25 січня — Харківський Євромайдан організував ходу містом. Акцію охороняли як міліціонери, так і фанати ФК «Металіст». І не марно. Вже ближче до завершення маршруту «тітушки» намагались закидати учасників петардами і кригою. Правоохоронці та «ультрас» зупинили нападників та забезпечили продовження ходи. Постраждало кілька журналістів.[123]

25 січня, близько 21:45 у Харкові захоплено заручниками активістів Євромайдану, які фіксували номери автомобілів «друзів Кернеса», яких той збирав у готелі «Національ». Кілька чоловік знімали автомобілі на мобільні пристрої. Їх помітили, почалася погоня, внаслідок якої охоронцями Кернеса було викрадено громадян Олександра Кутяніна та Олексія Ряполова, їм погрожували та чинили методи фізичного насильства.
- 26 січня — Відбувся напад на мітинг харківського майдану звезеними та озброєними бітами та коктейлями молотова тітушками, яких організував Кернес.
- 27 січня — Було вчинено напад на мітинг майданівців. Тітушки кинули в бік мітингувальників два вибухових пакети[126]
- 29 січня — Активісти харківського Майдану вшанували Героїв Крут запаливши свічі біля пам'ятника Шевченку
- 30 січня — Голова ХОДА Михайло Добкін, голова облради Сергій Чернов та депутати облради від Партії регіонів вчинили провокацію. Вони прийшли на сесію Харківської обласної ради у футболках «Беркут»[127]. О 18:00 відбувся традиційний мітинг біля пам'ятника Шевченку.
- 31 січня — У вікно друкарні, яка виготовляє листівки для Євромайдану кинули «коктейль Молотова». 31 січня біля 3:00 в Харкові на провулку Кравцова в шибку приміщення на першому поверсі житлового будинку кинули коктейль Молотова в пластиковій пляшці, який загорівся[128]. О 18:00 відбувся традиційний мітинг біля пам'ятника Шевченку.

## Лютий

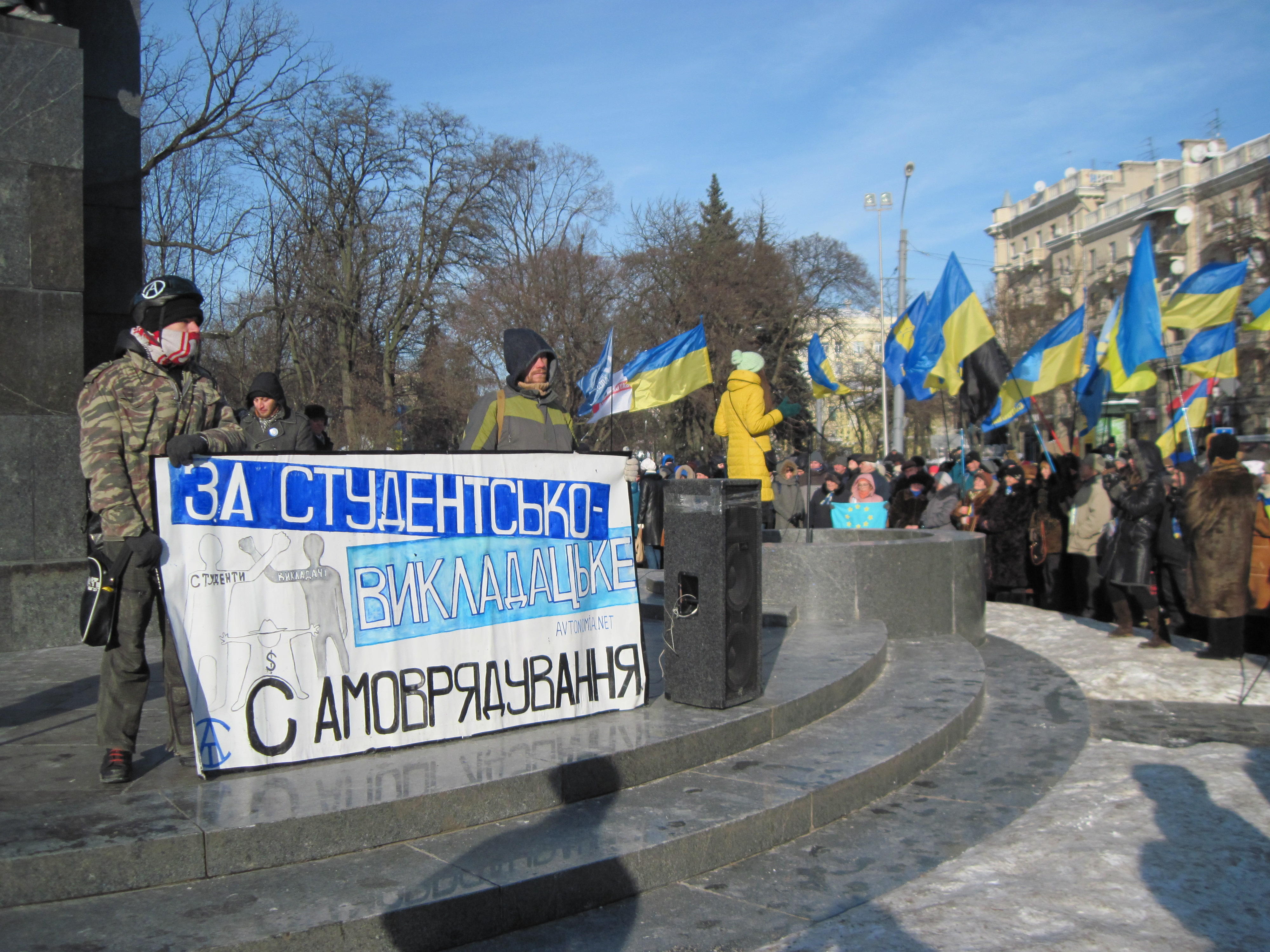
2 лютого 2018 року — група студентів на Харківському Євромайдані.

- 1 лютого — у супроводі ультрас у Харкові відбулася хода 200 учасників Євромайдану: від стадіону «Металіст» до пам'ятника Тарасові Шевченку[129].
- 2 лютого — Відбувся марш свободи, який було організовано Євромайданом[130].2 лютого 2018 року — група студентів на Харківському Євромайдані.
- 3 лютого — * 4 лютого — о 18:00 відбувся традиційний мітинг біля пам'ятника Шевченку.
- 5 лютого — о 18:00 відбувся традиційний мітинг біля пам'ятника Шевченку.
- 6 лютого — о 18:00 відбувся традиційний мітинг біля пам'ятника Шевченку.
- 7 лютого — у Харкові в п'ятницю вранці згорів гараж, в якому зберігалася гуманітарна допомога, зібрана для Євромайдану в Києві[131].
- 8 лютого — активісти харківського Майдану пікетували бізнес, що належить регіоналам, а саме — «Епіцентр».[132]
- 9 лютого — концерт на фортепіано на майдані Свободи, солідарність з російським опозиційним каналом «Дождь», традиційний збір біля пам'ятника Тарасові Шевченку.[133]
- 10 лютого — близько 200 учасників акції проти влади пікетували офіс телеканалу «7 канал». Після завершення мітингу біля пам'ятника Шевченку вони вишикувалися в колону і пройшли по тротуару вздовж вулиць Сумської та Римарської до офісу телеканалу. Активісти через мегафон дорікали працівникам телеканалу в спотворенні інформації про події у Харкові та закликали їх припинити брехати. На завершення акції вони кинули до ґанку офісу монети, заявивши, що це «срібники» за брехню. Однак представники телеканалу не вийшли до пікетувальників[134].
- 11 лютого — * 12 лютого — харківський Євромайдан провів черговий пікет, в рамках всеукраїнської акції «Бойкот Партії регіонів».

Загін оборони Харківського Євромайдану до подій у Харківській ОДА

З гаслами не купувати продукцію, на якій заробляють депутати провладної партії, активісти харківського Євромайдану пікетували хлібний кіоск «Кулиничі» на майдані Свободи.
- 13 лютого — Харківська ОДА — ранок 24 лютого 2018 року.
- 14 лютого — о 18:00 відбувся традиційний мітинг біля пам'ятника Шевченку.
- 15 лютого — у Харкові відбувся другий велопробіг на підтримку Євромайдану. Веломайдан став весільним — в ньому взяли участь один з ініціаторів Євромайдану в Харкові Дмитро Пилипець і його наречена Діана Савостьянова, які в цей же день вирішили узаконити свої стосунки[136].
- 18 лютого — о 18:00 відбувся мітинг біля пам'ятника Шевченку із закликом їхати на Київ[137].
- 19 лютого — вночі було спалено офіс місцевого осередку ВО «Свобода»[138].

Акція проєвропейських активістив навпроти Академії внутрішніх військ Міністерства внутрішніх справ України
Інформація про те, що старшокурсників Академії внутрішніх військ збираються відправити на бійню до Києва пройшла соцмережами ще 18 лютого. На заклики до перешкоджання виїзду курсантів відгукнулося багато небайдужих харків'ян.
Акцію активістів підтримали патріотично налаштовані харківських ультрас, які завжди підтримували Євромайдан.
Після обіду (близько 13—14 години) до метро «Площа Повстання» стали приходити сотні людей. Щоб запобігти масовому затриманню учасників, вже по ходу в екстреному порядку вдалося подати повідомлення про проведення мітингу.

Близько 15 години стало відомо, що в провулку між вулицями Богдана Хмельницького та Шота Руставелі автобусом привезли «тітушок». Скоро представники «Оплота» і «Молодих регіонів» озброїли їх бітами і дерев'яними ручками від лопат. 

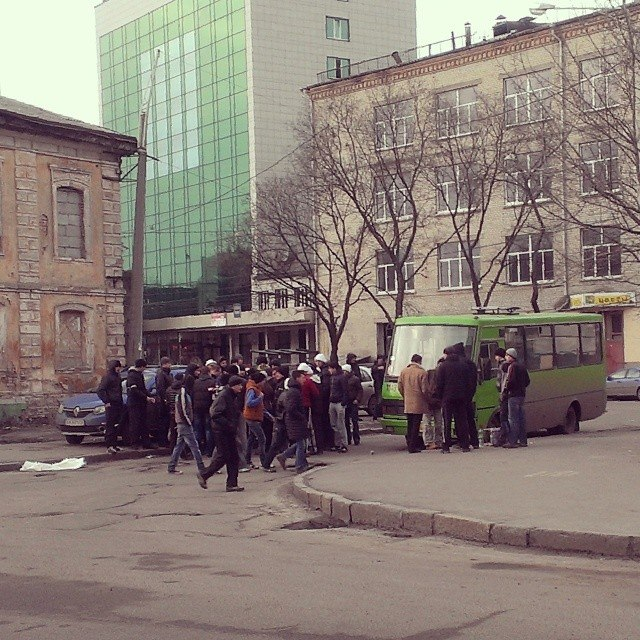
Тітушки збираються поруч із Кінним ринком

Незважаючи на всі спроби мирно врегулювати конфлікт, «Беркут» жорстоко розігнав пікетників. Підоспілі «тітушки», керовані одним з керівників «Молодих Регіонів» Романом Добрянських, били всіх, хто попадався під руку. Десятки людей були травмовані, частину мітингувальників заарештували на 15 діб за статтею «за злісну непокору міліції». Серед затриманих: перехожий, який випадково опинився в гущі подій, студент та відеооператор Денис Синельников, який знімав все, що відбувається з дерева, знімальна група новин телеканала «СТБ» (журналістка Марія Малевська та оператор Олександр Бринза). Суд відбувався таємно в ту ж ніч, і тільки завдяки зусиллям адвокатів ХПГ, ситуацію вдалося владнати, а хлопці, в зв'язку з перемогою революції, достроково вийшли на волю вже за декілька днів.

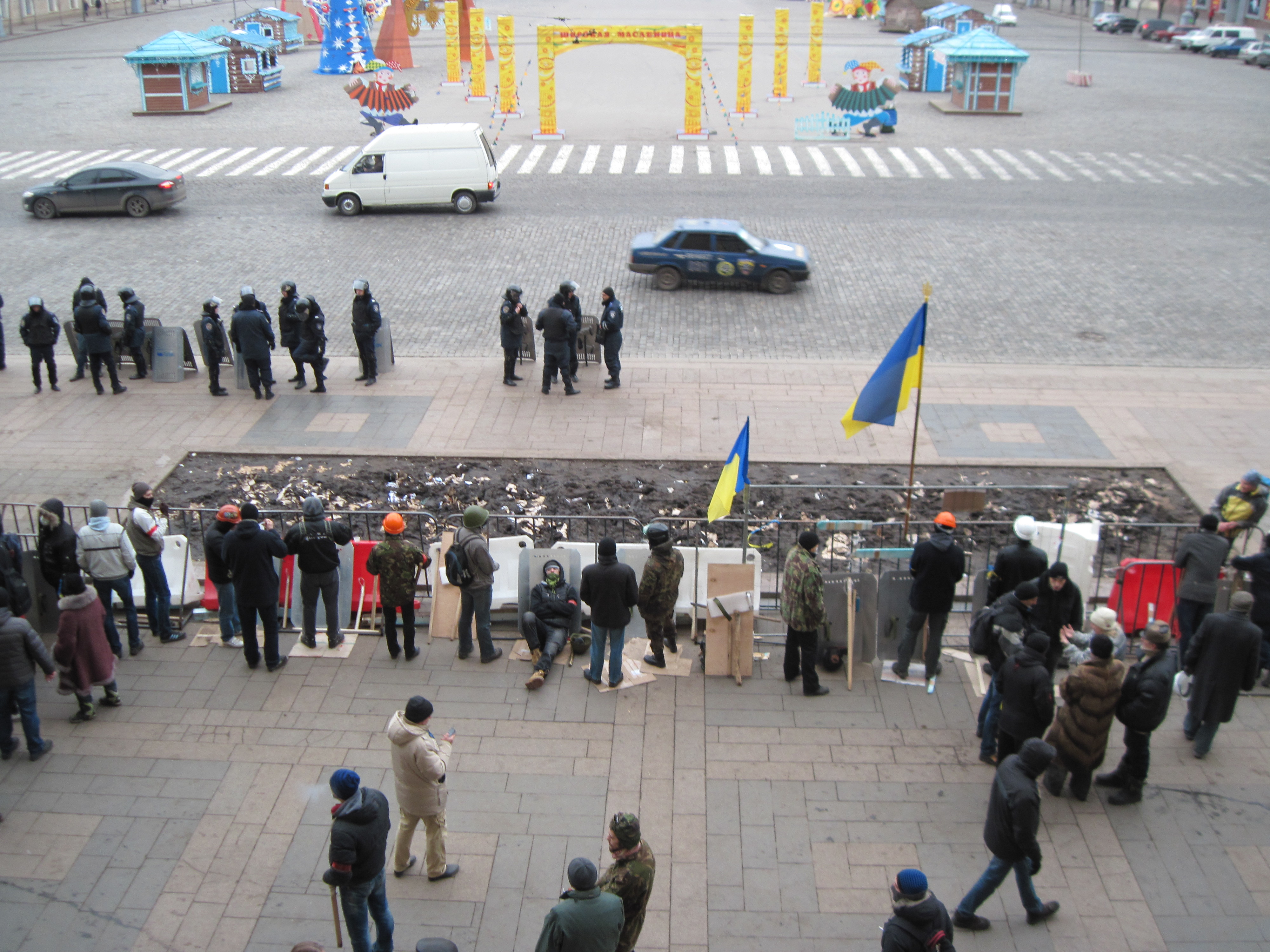
Ранок 24 лютого 2014 року у Харківській ОДА.

- 20 лютого — Відбувся мітинг біля пам'ятника Шевченку.
- 21 лютого — Відбувся багатотисячний мітинг біля пам'ятника Шевченку, який завершився велелюдною ходою до консульства РФ на вулиці Ольмінського(нині Максиміліанівська).
- 22 лютого — У Палаці спорту повинен був проводитися з'їзд обласних рад Партії регіонів під керівництвом Януковича — «Український фронт». Але в останній момент Янукович, який вже приїхав до Харкова, вирішив не брати участь у з'їзді. З Луганської та Донецької області було привезено декілька тисяч шахтарів та бюджетників для мітингу на підтримку з'їзду.[140]

Під час з'їзду біля Палацу Спорту було два мітинги — проукраїнський та проросійський, що складався з бюджетників, оплотівців та завезених мешканців Донеччини та Луганщини. Проукраїнський мітинг зібрав 30—40 тисяч людей. Після проголошення резолюції з'їзду — Добкін та Кернес втекли з України на невеликий проміжок часу.
Мітинг проукраїнських сил завершився потужною багатотисячною ходою від Палацу Спорту до Майдану Свободи, де мітингарі мали намір повалити пам'ятник Леніну.
На майдані Свободи відбулось декілька сутичок між тітушками та проукраїнськими активістами.
Того ж вечора заступник голови ХОДА — В. Хома запросив коордраду Євромайдану проінспектувати ХОДА, і підписав документ про демонтаж пам'ятника Леніну через три дні.
Пізно ввечері прямо на площі «Оплот» напав на активістів, після чого було прийнято рішення не залишати будівлю облдержадміністрації до призначення голови ХОДА.
- 23 лютого — Трохи пізніше зіткнення перемістилися до будівлі ОДА, яке обороняли активісти Євромайдану. Велика чисельна перевага (близько 30—40 осіб) нападників змусило Євромайданівців закритися в будівлі. Саму будівлю огородили парканом (металевими блоками, які раніше стояли по периметру площі)[142][143].

За ніч біля пам'ятника Леніну почали збиратись противники демонтажу радянського ідолу та представники проросійських організацій. Пам'ятник огородили металевим парканом, а на Вождя повісили велику георгіївську стрічку.
Вдень біля пам'ятника Шевченку активісти Майдану попрощалися із загиблим на Майдані Незалежності Євгеном Котляром.
У цей же день до міста повернувся міський голова Геннадій Кернес. Того ж дня він пішов провокувати Євромайданівців підійшовши до ХОДА. Але провокація не вдалась.
Активісти Євромайдану продовжили чергувати біля ХОДА.
- 24 лютого — Активісти харківського Євромайдану продовжили чергування біля ХОДА з вимогою відставки Добкіна.[147]

Близько 19.00 у підземному переході метро станції «Університет», що розташований біля Палацу піонерів, як розповідають євромайданівці, на них напали люди в спортивному одязі з палицями, на одязі яких були георгіївські стрічки. В результаті постраждали двоє.
- 25 лютого — Чергування Євромайданівців біля ХОДА продовжилось.[149]

До ультрас, які чергували приїхав щойно звільнений з колонії Сергій Павличенко.
Навпроти активістів Євромайдану продовжували чергування біля пам'ятника леніну активісти проросійських організацій.
Після блокування роботи під час правління Януковича інформаційна агенція АТН, що була в опозиції до тодішньої міської та обласної влади повернулась в телеефір.
- 26 лютого — Вранці представники проросійських організацій вчинили провокацію. Біля Харківської міської ради було знято прапор ЄС, а замість нього було вивішено прапор Росії. Також вони спалили червоно-чорний прапор[152].

Після того, як антиукраїнський мітинг пішов від міськради до пам'ятника Леніну прапор Росії було знято. Того ж дня, тодішній голова ХОДА Михайло Добкін пішов у відставку. Активісти Євромайдану продовжували чергувати в ХОДА.
- 27 лютого — о 12:00 відбувся баскетбольний матч між Євромайданом та Антимайданом[155].

Активісти харківського Євромайдану продовжили чергування в ХОДА.
- 28 лютого — Активісти Євромайдану продовжили чергування в ХОДА.

Близько 16:35 від поранень на Майдані у Києві помер харків'янин Владислав Зубенко. Біля ХОДА відбувся концерт гурту Тінь Сонця. «Правий сектор» захопив приміщення бійцівського клубу «Оплот». Близько 300 сотні представників організації «Патріот України» і Соціал Національної Асамблеї, які входять до складу Правого сектора зайшли до будівлі харківського бійцівського клубу «Оплот».

## Березень

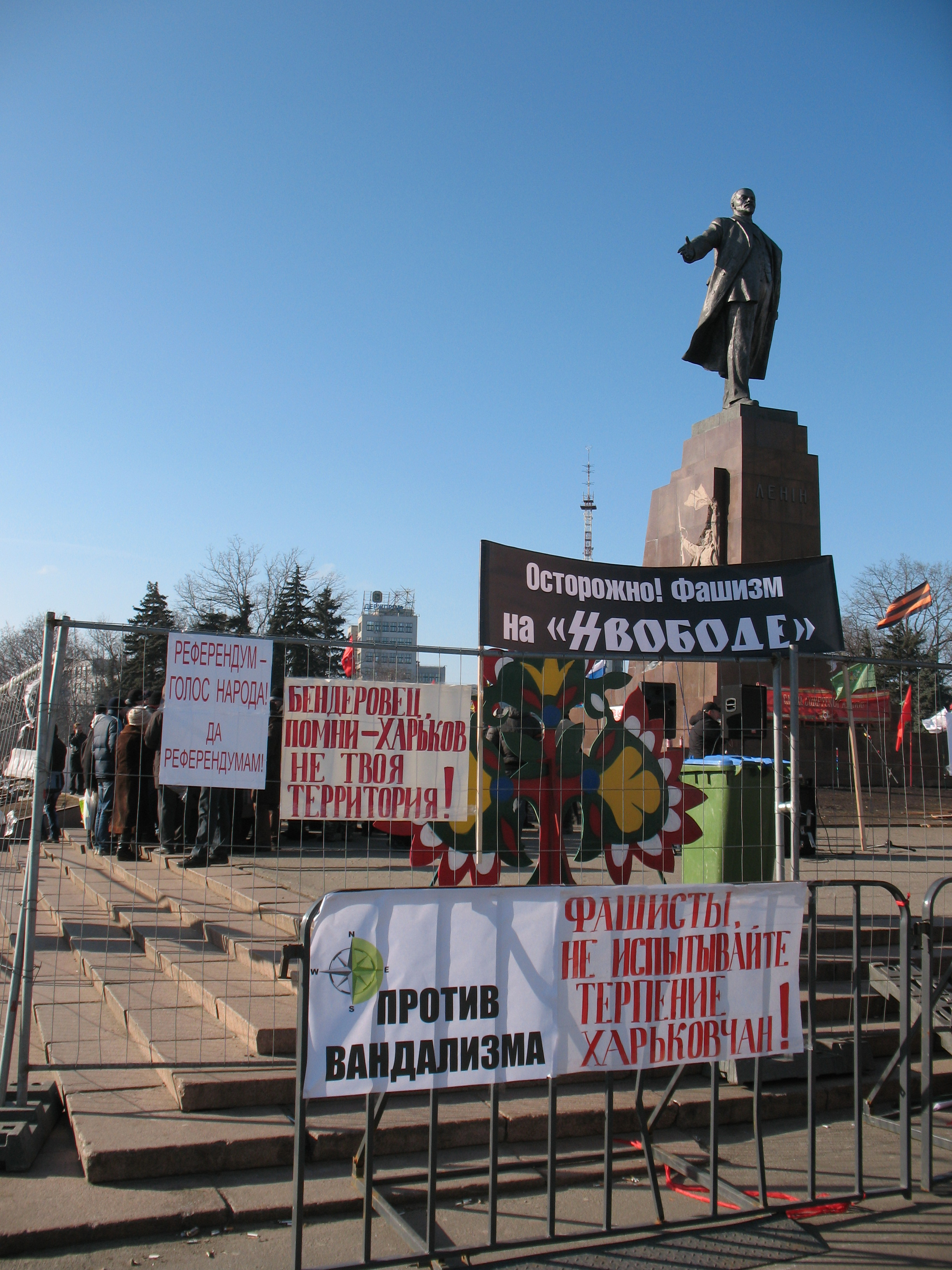
Проросійські виступи в Харкові

- 1 березня. Штурм Харківської ОДА — 1 березня 2014 року у Харкові з ініціативи мера Геннадія Кернеса на площі Свободи було проведено «мирний мітинг патріотично налаштованих харків'ян» «За Харків».

Вранці перед мітингом у Харкові були помічені автобуси з написом «Нерегулярні перевезення» з номерами Російської Федерації, звідки приїхали багато тітушок задля показової каральної акції, яку влаштував Геннадій Кернес.
Перед людьми з російськими прапорами виступали сам мер Геннадій Кернес та колишній голова Харківської ОДА Михайло Добкін. По закінченні мітингу проросійські активісти, використовуючи сльозогінний газ, палиці та травматичні пістолети спільно із завезеними з Російської Федерації тітушками почали штурмувати будівлю ХОДА, контрольованої представниками Самооборони Майдану та «Правого сектора».
Активісти Євромайдану перший натиск учасників мітингу «За Харків» відбили, однак пізніше проросійські тітушки захопили будівлю, де побили українців, котрих виводили під зневажливі вигуки натовпу, змушуючи активістів ставати на коліна. Під час штурму були чутні постріли, над активістами Євромайдану, котрі захищали обласну адміністрацію, чинили самосуд; у результаті за повідомленням Харківської міської ради постраждали 97 осіб: 76 з них було доставлено до лікарень швидкої та невідкладної допомоги, — до обласної лікарні. Серед постраждали був український письменник Сергій Жадан, який отримав струс мозку, розсічення голови та струс мозку, можливий перелом носа. Про деталі свого побиття письменник повідомив на своїй сторінці у соціальній мережі Facebook:
|  | Друзі, зі мною все гаразд. Два розсічення на голові, розсічена брова, струс мозку, підозра на перелом носа. Били бітами ззаду по голові. Нападали виключно зграєю. На вимогу стати на коліна — послав на х*й. Витягла міліція. Геннадію Адольфовичу, то як там із миром та спокоєм у регіоні? Михайле Марковичу, в президенти якої саме країни ви станете балотуватись? Арсене Борисовичу — що там у нас із внутрішніми органами? Багатьом харківським підліткам їх сьогодні відбивали громадяни РФ. І головне — коли ви всі сядете? Харків'яни, я вас люблю. Не бійтесь їх — не можна зламати того, хто не боїться. |

Після штурму держустанови на даху будівлі адміністрації росіянин Міка Ройканен зкинув український прапор та встанови російський. За повідомленням ЗМІ встановив прапор Росії мешканець Москви. Надвечір російський прапор з будівлі облдержадміністрації прибрали.
Російські зайди вивели майданівців на Майдан Свободи де влаштували публічне побиття та облиття їх зеленкою.
Під час сутичок та штурму Харківської ОДА співробітники правоохоронних органів не вживали активних дій: штурм установи не було попереджено та не було вжито жодних заходів з метою припинення сутичок. Міський голова Харкова Геннадій Кернес заявив, що бійку спровокували активісти Євромайдану, котрі кинули у натовп вибуховий пакет або гранату, що було відвертим наклепом з його боку.

мапа-схема основних подій в Харкові навесні 2014

- 2 березня — біля пам'ятника Шевченку зібралось декілька тисяч майданівців, які прийшли віддати честь Владиславу Зубенку, який загинув внаслідок поранення на Майдані у Києві.

Від пам'ятника Шевченку кількатисячна колона рушила до кладовища, де відбувся похорон Владислава Зубенка.

Новим головою Харківської ОДА було призначено Ігоря Балуту.
- 3 березня — Святослав Вакарчук мав виступ перед харківськими студентами, де він відстоював україноцентричну позицію.[166]
- 4 березня — * 5 березня — Оголошено «День Тиші» без мітингів.[167]
- 6 березня — Від пам'ятника Шевченку до майдану Конституції пройшла кількатисячна проукраїнська хода за єдність України.[168]
- 7 березня — * 8 березня — * 9 березня — Відбувся десятитисячний мітинг біля Тараса Шевченка та хода з 100 метровим прапором до майдану Конституції.

У той же час декілька тисяч антиукраїнських активістів зібралось біля пам'ятника леніна з вимогою приєднати Харків до Росії.

- 10 березня — Відбувся кількатисячний мітинг Євромайдану.

Проросійські провокатори закидали яйцями і петардами лідера УДАРу Віталія Кличка під час мітингу.

- 11—13 березня — мітингів не було.
- 14 березня — відбувся Бій на Римарській.

Бій на Римарській — сутичка між українськими активістами і проросійськими бойовиками під час проросійських виступів у Харкові. Проросійські сили у ніч з 14 на 15 березня 2014 року спробували взяти штурмом із застосуванням вогнепальної зброї будівлю організації «Патріот України» на вулиці Римарська у Харкові. Спроба була відбита захисниками будівлі.
- 15 березня — * 16 березня — проросійські провокатори захопили будівлю «Просвіти», розгромили її та спалили книги, які там знайшли.[173]

Після чого біля російського консульства закликали ввести Путіна війська.
- 17 березня — 20 березня — проукраїнських мітингів не було.
- 21 березня — біля м. Університет студенти провели флешмоб проти російської агресії.[175]
- 22 березня — * 23 березня — Відбулась п'ятитисячна хода активістів Євромайдану від пам'ятника Шевченку до майдану Конституції.[176]

У той же час під пам'ятником Леніну зібралось близько 3 тисяч прихильників Росії.
- 24 березня — * 25 березня — біля пам'ятника Шевченку відбувся 1,5 тисячний мітинг за цілісність України.[177]
- 26 березня — активісти Євромайдану зустріли моряків тральщика «Черкаси».[178]
- 27 березня — до Харкова прибув велопробіг Єдності.[179]
- 28 березня — відбувся малозрозумілий захід. Конференція Євромайдану та Антимайдану із закликом до примирення.[180]
- 29 березня — гопніки з Антимайдану вчили напад на активістів Автомайдану[181]
- 30 березня — більше тисячі людей зібралось біля пам'ятника Шевченка на поминальне віче(40 днів із розстрілу Небесної Сотні)[182]

Антиукраїнські сили зібрали близько двох тисяч людей біля пам'ятника Леніну.
Також футболі фанати Металіста та Шахтаря провели ходу за єдність України.
Також під час цієї ходи вперше пролунала пісня Путін — хуйло!.

## Квітень
- 1 квітня — Патріотично налаштовані харків'яни прикрашала середмістя Харкова українськими прапорами та стрічками.[184]
- 4 квітня — Кілька десятків проукраїнських активістів пікетували консульство РФ у Харкові з метою передати лист із підписами харків'ян, які виступили проти російської агресії.

З іншого боку вулиці було кілька десятків проросійських активістів, які намагались завадити цій акції.
- 6 квітня — Біля пам'ятника Шевченку зібралось кількатисячне антивоєнне віче за єдність України.

Водночас на площі Свободи біля пам'ятника Леніну відбувається кількатисячний проросійський мітинг.
На вулиці Сумській на близько 30 активістів Євромайдану напала колона прихильників відокремлення області від України. Правоохоронці оточили кільцем євромайданівців, за допомогою бійців спецпідрозділу «Грифон» їх було заведено до службового автомобілю, який був заблокований учасниками проросійського мітингу. Частину євромайданівців вдалося вивезти, іншу частину правоохоронці відвели на безпечну відстань. Проросійські активісти маючи переважальну більшість побили активістів Євромайдану.
Увечері під будівлею Харківської ОДА зібралося близько 2 тисяч проросійських тітушок, які закликали «підтримати Лунганськ і Донецьк», де напередодні сталися захоплення адміністративних будівель. Проросійські злочинці прорвали кордон з 200 міліціонерів та прорвалися у середину адміністрації, частина міліціонерів, що залишили позиції аплодувала штурмовикам. Знімальна група ТРК «Україна», яка намагалася здійснити пряме включення з місця події, покинула площу через загрозу власній безпеці.
- 7 квітня —

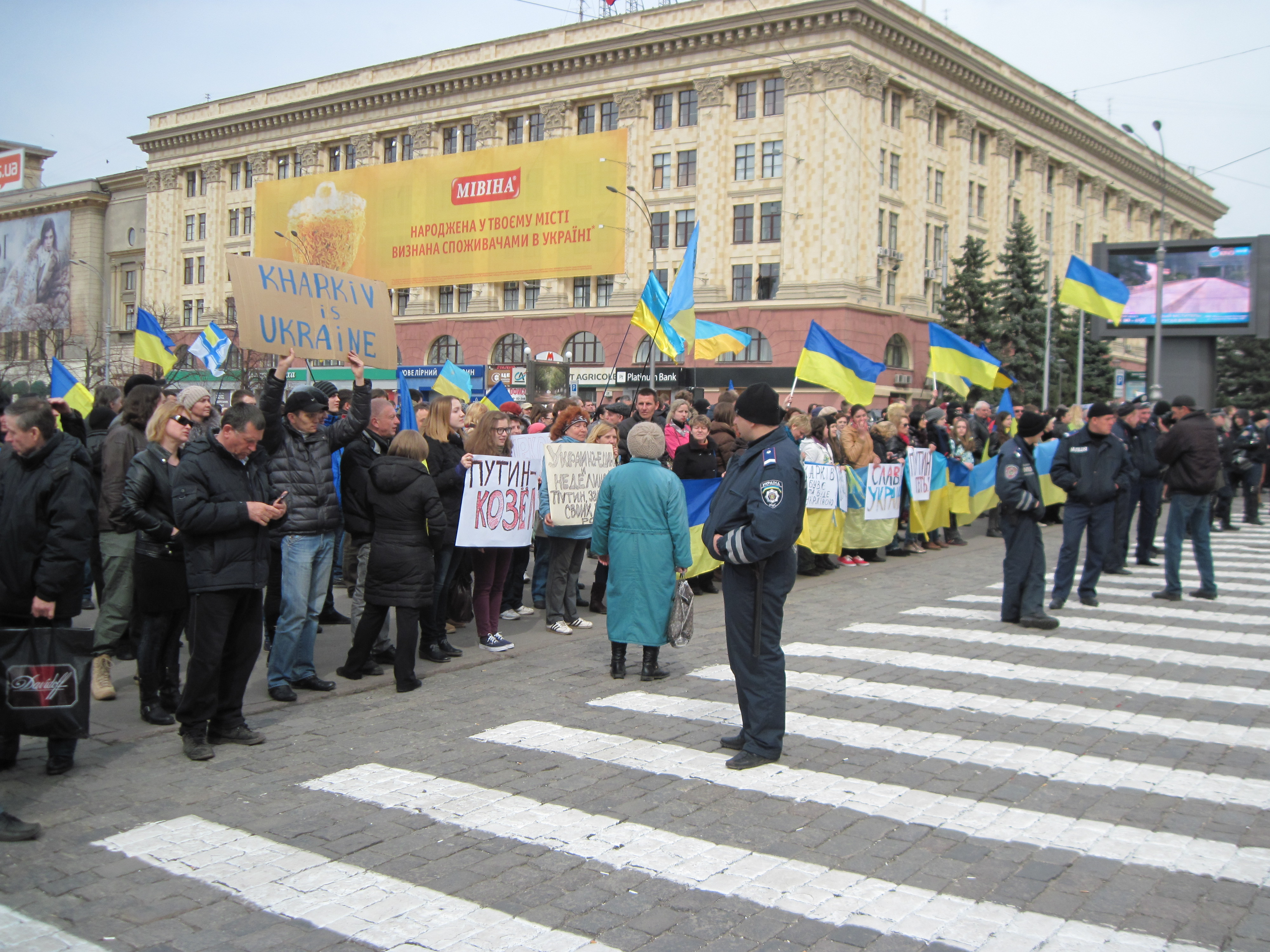
Протест проти захоплення Харківської ОДА російськими найманцями і проросійськими силами

Вранці 7 квітня, на площу Свободи вийшло понад 1000 харків'ян з протестом проти захоплення ОДА. Напередодні міністр внутрішніх справ україни Арсен Аваков повідомив про звільнення приміщення ОДА від демонстрантів, проте містяни і ЗМІ спростували цю інформацію.
Вдень на площі Свободи на проукраїнський мітинг напали сепаратисти, що захопили харківську ОДА. Декілька активістів постраждало..

О 18:00 проукраїнські активісти знову зібрали мітинг на майдані Свободи в підтримку територіальної цілісності України. За годину після цього сепаратисти вчинили напад на українців, використовуючи бити, ціпки та травматичну зброю.
На проросійському мітингу було оголошено перелік «альтернативних депутатів», які утворили «Раду депутатів харківської територіальної громади», покликану виконувати обов'язки Харківської обласної ради, та оголосили про створення суверенної «Харківської народної республіки».
Увечері міліція звільнила від сепаратистів будівлю ОДА, які втім намагалися повернути контроль над установою, почавши палити шини, кидати каміння та стріляти з травматичної зброї.
Близько 22 години на територію сепаратисти захопили студію «АТН» та розгромили її. Збиток, що завдали проросійські активісти харківському телеканалу «АТН», становить близько 1 млн грн. Співробітники телеканалу викликали міліцію, але силовики не стали затримувала зловмисників — дозволили їм влаштувати погром, а потім спокійно покинути місце злочину.
- 8 квітня — Вночі проросійські активісти знову захопили будівлю ОДА, а на ранок силами спецпідрозділу «Ягуар» ХОДА було звільнено. Було заарештовано понад 70 сепаратистів.[201]

Вдень на майдані Свободи знову зібрались сепаратисти з вимогою відпустити затриманих. Вони вчинили напад на автобус внутрішніх військ.
За напад на студію «АТН» затримано Сєргєя Юдаєва
- 9 квітня — * 10 квітня — Відбулись перші судові засідання над сепаратистами.[204]
- 11 квітня — * 12 квітня — з 12 години дня у середмісті відбулась проукраїнська акція «Ланцюг Єднання»[205]

О 16:00 Беркутівці спільно з Оплотом вчинили побиття проукраїнської автоколони, яка їхала на мітинг підтримати харків'ян, побиття вчинене було в селищі Чутове, що на Полтавщині. О 18:00 біля пам'ятника Шевченку зібрались кілька тисяч проукраїнських активістів, які пройшли ходою до майдану Конституції.
У цей же час група з кількох сотень сепаратистів мітингувала біля пам'ятника Леніну.
- 13 квітня — Вдень біля Шевченка зібрались проукраїнські активісти.

Приблизно в той же час біля Леніна зібрались сепаратисти, які мали намір атакувати прихильників єдності України.
Після завершення проукраїнського мітингу сепаратисти вчинили напад, використовуючи палиці, бити та травматичну зброю. Постраждала велика кількість проукраїнських активістів.
Після цього антиукраїнський мітинг перемістився до стін Холодногірського СІЗО з вимогою відпустити затриманих сепаратистів.
Далі вони направились до будівлі Харківської міської ради та спробували взяти її штурмом.
- 14 квітня — * 15 квітня — З'явились перші-блок пости на межі з Луганщиною та Донеччиною.[210]
- 16 квітня — * 17 квітня — Неподалік від окупованого, на той момент, Слов'янська — у місті Ізюм відбувся мітинг за єдність України.[211]
- 18—19 квітня — * 20 квітня — Кілька сотень сепаратистів зібрались біля пам'ятника Леніну[212]
- 21 квітня — * 22 квітня — Відбувся потужний автопробіг за єдину Україну[213]
- 23 квітня — На майдані Конституції відбувся мітинг за єдину Україну у кількості близько 3 тисяч учасників.[214]
- 24 квітня — Вранці проукраїнські активісти розгорнули великий прапор України біля ОДА. Їх було близько 300.

Поруч мітингували сепаратисти. Їх було близько 100.
- 25 квітня — * 26 квітня — * 27 квітня — Перед матчем Металіст-Дніпро відбулась хода ультрас з майдану Конституції до стадіону «Металіст». Під час ходи ультрас на вулиці Плеханівській була здійснена провокація проросійськими силами. Сепаратисти спробували влаштувати напад. Але в результаті були розгромлені проукраїнськими активістами.[216] Це було одне з останніх великих вуличних протистоянь у Харкові.
- 28 квітня — Вночі працівники міліції ліквідували наметове містечко сепаратистів.[217]
- 29 квітня — Близько двох тисяч студентів заспівали гімн України на майдані Конституції.[218]
- 30 квітня — Затримано двох лідерів сепаратистського руху в Харкові — Юрія Апухтіна та Спартака Головачова.[219]

## Травень
- 1 травня — на майдані Свободи вчергове зібрались сепаратисти, які спалили український прапор та вчинили напад на жураналістів.[220]
- 2 травня — Велика кількість харківських ультрас та активістів майдану брали участь у подіях 2 травня в Одесі
- 4 травня — Через події 2 травня харківський Євромайдан скасував Віче, яке було заплановано. У той же час, близько 500 сепаратистів зібралось біля пам'ятника Леніну.

Активісти Євромайдану перейшли до активної волонтерської діяльності(допомога армії, добровольчим батальйонам та біженцям). Також щодня відбувались акції з прикрашення міста українською символікою та прапорами.
- 9 травня — Близько тисячі сепаратистів пройшлися від Меморіалу у Лісопарку вулицею Сумською до Майдану Свободи з великим прапором у кольорах георгіївської стрічки, де поклали квіти до пам'ятника Леніну та провели мітинг[221]
- 11 травня — Мітинги сепаратистів починають втрачати в чисельності. Мітинг зібрав до ста осіб.[222]
- 18 травня — Біля пам'ятника Шевченку відбувся мітинг Євромайдану, присвячений 70-річчю депортації кримських татар.

Того ж дня зібралась невелика групка сепаратистів біля пам'ятника Леніну.
- 20 травня — Активісти майдану прикрасили проспект Леніна українськими прапорами.[224]
- 24 травня — Харківські ультрас провели акцію на підтримку єдності України[225]
- 25 травня — Кілька сотень сепаратистів зібрались біля пам'ятника Леніну, протестуючи проти виборів.[226]

## Червень
- 1 червня — Біля пам'ятника Шевченку відбулось кількатисячне Віче за єдність України, після чого активісти пройшли ходою до майдану Конституції.[227]
- 8 червня — Близько тисячі проукраїнських активістів вийшли на недільне Віче біля пам'ятника Шевченку, після чого пішли ходою до військового госпіталю, для того щоб підтримати поранених в АТО бійців.[228]

Біля пам'ятника Леніну зібралось близько 100 сепаратистів.
Активісти Автомайдану влаштували патріотичний автопробіг до м. Зміїв.
- 16 червня — Відбулось чергове Віче біля пам'ятника Шевченку, після чого активісти пішли ходою до консульства РФ у Харкові з вимогою вивести війська.[231]
- 19 червня — Сепаратисти пікетували Завод імені В. О. Малишева, а також встановили кілька агітаційних наметів у різних районах Харкова. Активізація сепаратистського проросійського руху пов'язувалось із поверненням після лікування в Ізраїлі харківського міського голови Геннадія Кернеса[232].
- 22 червня — Відбувся черговий мітинг Євромайдану біля пам'ятника Шевченку, після чого активісти у кількості близько 1,5 тисячі осіб пішли ходою на майдан Конституції.

У той же час біля пам'ятника Леніну зібралось кілька сотень сепаратистів.
Після завершення мітингу Євромайдану, частина проукраїнських активістів, яку очолив Валентин Бистриченко, пішла в бік пам'ятника Леніну з метою розігнати сепаратистів, але працівники поліції, а саме — спецпідрозділ «Грифон», заблокували прохід в саду Шевченка та влаштували розгін активістів Євромайдану.

Після чого активісти повернулись до пам'ятника Шевченку.
Потім активісти(150—200 осіб) пішли пікетувати будівлю СБУ та написали колективну заяву проти спецпідрозділу «Грифон».
- 23 червня — Активісти пікетували будівлю обласної прокуратури, щодо нападу поліції на активістів 22 червня 2014 року.[235]
- 24 червня — Біля пам'ятника Леніну знову зібрались проросійські активісти. Близько 17:00 до них прийшли проукраїнські активісти, а працівники міліції, задля уникнення бійок, відтіснили сепаратистів з майдану Свободи.
- 28 червня — Активісти Євромайдану провели мітинг до Дня Конституції на майдані Конституції, після чого пройшли ходою вулицею Сумською до майдану Свободи.[236]

## Липень
- 5 липня — Відбувся марш вишиванок.[237]
- 6 липня — Відбулось чергове віче Євромайдану на майдані Конституції. Зібралось кілька сотень учасників, після завершення мітингу, активісти пішли до Харківської міської ради, де повернули на місце знятий навесні сепаратистами прапор ЄС.[238]
- 11 липня — Біля пам'ятника Шевченку зібрались харків'яни віддати шану загиблим 11 бійцям АТО.[239]
- 13 липня — Біля пам'ятника Леніну вчергове зібрались сепаратисти, патріотично налаштовані активісти відтіснили сепаратистів.[240]
- 20 липня — Біля пам'ятника Шевченку зібралось кілька сотень активістів Євромайдану.

## Серпень
- 3 серпня — На майдані Свободи відбулось дві акції — проукраїнська та акція сепаратистів. Обидві були нечисельними.[241]

Також частина проукраїнських активістів та Автомайдадан приїхали додому до Ольги Воржеїнової — сепаратистки, яка добивала майданівців ногами під час зіткнень навесні 2014 року.
- 23 серпня — Відбувся мітинг проукраїнських активістів на честь Дня державного прапора, чисельність у кілька сотень, наприкінці мітингу було відкрито пам'ятний камінь Івану Сірку у сквері Перемоги.

У той же час кілька сотень сепаратистів зібрались біля пам'ятника Воїну-Визволителю на Павловому Полі.
- 28 серпня — Відбулась акція під консульством РФ, після вторгнення російських військ з боку Новоазовську. Під час мітингу в бік консульства летіли вибухові пакети та димові шашки.[244]

## Розгон мітингу комуністів 18 вересня
Прихильники сепаратизму продовжували проводити свої мітинги, патріотична спільнота Харкова прийшла на майдан Свободи, де відбувався антиукраїнський мітинг та розігнала його.

## Події 21 вересня
Вранці на майдані Свободи намалювали найбільшу в Україні вишиванку. Вдень відбувся марш проти російської агресії до консульства РФ, після чого хода пішла в бік військового госпіталю.

## Повалення пам'ятника Артему
24 вересня 2014 року патріотичні активісти повалили пам'ятник Артему.

## 27 вересня
Працівники поліції не дали можливості проросійську ходу середмістям Харкова. Найбільш активних учасників затримано.

## Повалення пам'ятника Леніну
28 вересня 2014 року у Харкові відбувся проукраїнський марш та мітинг під гаслом «Харків — це Україна» за участі близько 5 тисяч осіб. Після завершення проукраїнської акції більша частина її учасників (близько трьох тисяч) зібрались на площі Свободи та почали валити пам'ятник Леніну, у чому брали участь бійці батальйону «Азов», активісти Східного Корпусу, «Громадської Варти», Харківського Євромайдану та харківські ультрас.
Спочатку планувалось за допомоги автовишки розпиляти пам'ятник по частинах, зокрема, відпиляти голову та руки, але міліція не пропускала до пам'ятника спецтехніку та перекрила всі під'їзди до площі. В той же час активісти з прапором батальйону «Азов» перфоратором висікли напис «Слава Україні», а близько 19:00 залізли за допомогою драбини на постамент та почали пиляти ноги пам'ятника болгаркою.
Під час акції з повалення пам'ятника Леніну навіть повідомлялося про мінування постаменту та проводилась його перевірка, однак повідомлення про мінування виявилось хибним. Крім того, за словами радника міністра внутрішніх справ Антона Геращенка правоохоронці оточили майдан Свободи під час повалення пам'ятника Леніну з метою недопущення збройних провокацій.
Під час першої спроби повалити пам'ятник обірвався трос, через що один з активістів травмувався, після чого ноги пам'ятника продовжили ще пиляти, а альпіністські мотузки замінили на сталеві троси. Також під час повалення Леніну чоловіка, який намагався зашкодити цьому процесу був побитий проукраїнськими активістами за образу українського народу.
Близько 22:30 активісти, прив'язавши до рук фігури два троси та потягнувши за них, повалили пам'ятник Леніну на майдані Свободи у Харкові.. Після цього до пам'ятника кинулась юрба людей, які запалювали фаєри та димові шашки, а також вітали одне одного. Також харків'яни намагались захопити шматок пам'ятника як сувенір. Всього процес знесення пам'ятнка зайняв близько чотирьох годин. У черевики статуї Леніну, що залишились на постаменті, активісти встановили українські прапори.

## Розгін прихильників леніна
Ввечері 29 вересня близько сотні проукраїнських активістів розігнали прихильників комунізму біля постаменту від пам'ятника Леніну.

## 5 Жовтня
Патріотичні активісти знайшли БТР сепаратистів, червону фарбу, якою заливали українську символіку на території комунального підприємства

## Продовження ленінопаду
6 жовтня 2014 року після головного пам'ятника Леніну в місті, були повалені ще два на Новій Баварії та Основі.

## Марш Героїв
14 жовтня 2014 року середмістям Харкова пройшла чисельна хода на честь Героїв УПА.

## 7 листопада 2014
Проросійські активісти, на честь річниці жовтневого перевороту, пішли ходою від пам'ятника Свердлову, де їх прийшли блокувати активісти проукраїнських організацій, їх розділив кордон міліції. Колона рушила в бік вічного вогню на честь т.з. «Героїв громадянської війни», але проукраїнські активісти його оточили та не дали пройти, вони почали закидувати проросійський мітинг яйцями, петардами та камінням, після чого очільницю місцевого осередку КПУ було облито зеленкою. Кінцевої мети проросійський мітинг не досяг, працівники міліції посадили їх на тролейбус та відвезли від місця мітингу.

## Вибух у пабі «Стіна»
9 листопада 2014 року у пабі «Стіна», де збираються проукраїнські налаштовані активісти та бійці АТО, проросійськими диверсантами було вчинено теракт. В результаті вибуху постраждало 11 осіб.

## Перша річниця Євромайдану
21 листопада 2014 року в Харкові відмітили річницю Євромайдану — День Гідності і Свободи. На традиційному місці збору Харківського Євромайдану біля пам'ятника Тараса Шевченка зібралося майже 2 тис. чоловік. До них звернулися координатори Харківського Євромайдану, активні учасники подій Надія Савинська, Дмитро Пилипець, Дмитро Булах, Ярина Чаговець, Ігор Рассоха, Вікторія Склярова та інші. Віче вели Володимир Чистилін і Олег Закапко. В пам'ять про Героїв Небесної Сотні були запалені лампади. Своїми спогадами і почуттями поділились батько Євгена Котляра і хресна мати Влада Зубенко. Також було показано короткий фільм — спогад про Харківський Євромайдан, який охоплював події від листопада 2013 року до падіння ідола у вересні 2014 року на майдані Свободи та сучасної волонтерської діяльності. По завершенню Віче учасники пройшлися Ходою від Кобзаря до Майдану Свободи, де заспівали Гімн України. Ще раніше було розгорнуто великий стометровий прапор, з яким євромайданівці і прийшли на центральну площу міста.

## Роковини Голодомору
22 листопада кілька сотень активістів майдану запалили лампадку на майдані Свободи та біля пам'ятника Шевченку.

У переддень роковин було проведено символічне повішення пам'ятника Постишеву активістами та залишено напис на постаменті — «Організатор Голодомору».

## Марш 30 листопада 2014 року
Близько 100 проукраїнських активістів провели марш від майдану Свободи до майдану Конституції. Перед початком ходи на площі Свободи влаштували молебень за загиблими учасниками АТО та загиблими під час протестів на Майдані.

## Встановлення пам'ятного знаку борцям за незалежність
7 грудня 2014 року під час Народного віче, присвяченого Дню Збройних сил, активісти Євромайдану встановили гранітну брилу в пам'ять про загиблих за незалежність України.
На даному заході сепаратисти мали вчинити теракт, але його було попереджено силами підрозділу «Східний корпус».

## Віче 14 грудня 2014 року
Близько ста активістів Євромайдану зібралось на Віче.

## Пікет та сутички під міськрадою 24 грудня 2014 року
Зранку кілька сотень проукраїнських активістів пікетували Харківську міську раду з вимогою вільного проходу громадськості на сесії. Працівники міліції заблокували вхід активістам, після чого активісти намагались прорватись до міської ради та виникли сутички з міліцією. Після сесії міської ради відбулась т.з. «сміттєва люстрація» депутата близького до Геннадія Керенеса — Володимира Скоробогача. Після чого, вночі стався вибух в ательє «Ажур» на Римарській, що належить відомому проукраїнському активісту.

## Віче 28 грудня 2014 року
Учасники недільного Віче Євромайдану пішли ходою від майдану Свободи до будівлі обласного управління СБУ з вимогою припинення діяльності російського бізнесу на території України.

## Марш миру 18 січня 2015 року
18 січня більше тисячі харків'ян вийшло на марш миру. Марш розпочався на площі Свободи, де закінчилось традиційне недільне віче. Активісти колоною пройшли по Сумській вулиці до площі Конституції. Чимало учасників ходи тримали в руках плакати з надписами «Я — Волноваха», «Я — Крим», «Я — Донецький аеропорт», «Я — Донецьк» тощо.

## Теракт 19 січня 2015 року
19 січня 2015 року біля Московського районного суду м. Харкова, під час пікету активістами «Правого сектора», відбувся вибух. Постраждало 14 людей.

## Пікет міськради 21 січня 2015 року
21 січня 2015 року проукраїнські активісти пікетували будівлю Харківської міської ради, де проходила сесія, на якій затверджували бюджет міста на рік.
Відбулись сутички між активістами та міліцією.

## День Соборності 2015
22.01.15 харків'яни відзначили День Соборності України.
Активісти та представники УПЦ урочисто поклали квіти до пам'ятного каменю на честь самовизначення української нації.
Далі харків'яни утворили символічний «живий ланцюг» на найбільшій площі міста на знак єднання нації.
Пізніше громада рушила до пам'ятника Шевченку де так само поклали квіти та згадали загиблих на Майдані та вшанували їх пам'ять хвилиною мовчання. Активісти роздрукували фото загиблих героїв.

## День Героїв Крут 2015
29 січня 2015 року проукраїнські активісти зібрались біля пам'ятного знаку на честь проголошення Акту про суверенітет України та запалили лампадки

## Повалення пам'ятника Постишеву
30 січня 2015 року активісти проукраїнських організації знесли пам'ятник Постишеву біля БК «Металіст» та пам'ятник Леніну на Залютиному.

## Пікет консульства РФ 12 лютого 2015 року
12 лютого близько 50 проукраїнських активістів пікетували консульство РФ у Харкові, вони вимагали звільнення українських політв'язнів.

## Вшанування загиблих на Майдані 20 лютого 2015 року
20 лютого 2015 року біля пам'ятника Шевченку близько тисячі активістів Євромайдану вшанували пам'ять загиблих під час розстрілів на Майдані 20 лютого 2014 року.
Активісти провели Віче, наприкінці якого запалили лампадки.

## Панахида за загиблими на Майдані та в АТО 22 лютого 2015 року
22 лютого 2015 року представники деяких патріотичних організацій Харкова зібрались біля пам'ятника Шевченку, після чого попереду колони вишукувались активісти із портретами загиблих та пішли ходою на майдан Конституції.
https://www.youtube.com/watch?v=20tAGxeLwlw

## Теракт 22 лютого 2015 року
Тера́кт під час Ма́ршу є́дності в Ха́ркові — терористичний акт, що був здійснений 22 лютого 2015 року близько 13:20 у Харкові поблизу місцевого палацу спорту під час Маршу єдності на вшанування пам'яті Небесної сотні. Внаслідок вибуху загинуло 4 особи, серед них 1 міліціонер та 1 неповнолітній, ще 9 отримали поранення.
22 лютого, в річницю перемоги Революції Гідності, у Харкові відбувалася хода на підтримку єдності України. Хода почалася біля Палацу спорту, активісти вишикувалися в колону та рушили в напрямку майдану Свободи, однак встигли пройти лише 100 метрів, коли пролунав вибух. Спрацював пристрій, що, за повідомленням прокурора Харківської області Юрія Данильченка, був протипіхотною міною з радіокеруючим пристроєм. За повідомленням СБУ, вибухівка була захована у кучугурі снігу ще напередодні вночі. Тротиловий еквівалент вибуху — 2 кг.
Внаслідок вибуху на місці загинуло двоє (відомий харківський активіст Євромайдану Ігор Толмачов та підполковник міліції Вадим Рибальченко) та поранено одинадцять осіб. На наступний день 15-річний Данило Дідік, що внаслідок вибуху отримав тяжку черепно-мозкову травму і впав у кому, помер. 24 лютого помер ще один поранений внаслідок вибуху — 18-річний студент Харківської Академії міського господарства Микола Мельничук.
Частину осколків прийняв на себе автомобіль «Газель», який в цей час якраз проїжджав поблизу епіцентру, і це значно зменшило кількість постраждалих.

## Вшанування пам'яті загиблих внаслідок теракту
23 лютого біля пам'ятника Шевченку активісти прийшли вшанувати загиблих внаслідок теракту біля Палацу Спорту.
24 лютого біля пам'ятника Шевченку кілька сотень харків'ян запалили лампадки та вшанували загиблих внаслідок теракту.

25 лютого харків'яни провели у останню путь Ігоря Толмачова
26 лютого харків'яни провели у останню путь Данила Дідіка

## Вшанування пам'яті Тараса Шевченка
9 березня 2015 року активісти Євромайдану організували захід до 201 річниця з дня народження Тараса Шевченка.

## Зрив першотравневої демонстрації у 2015 році
Проукраїнські активісти заблокували та не дали провести акцію комуністам.